# KZ Auschwitz-Birkenau

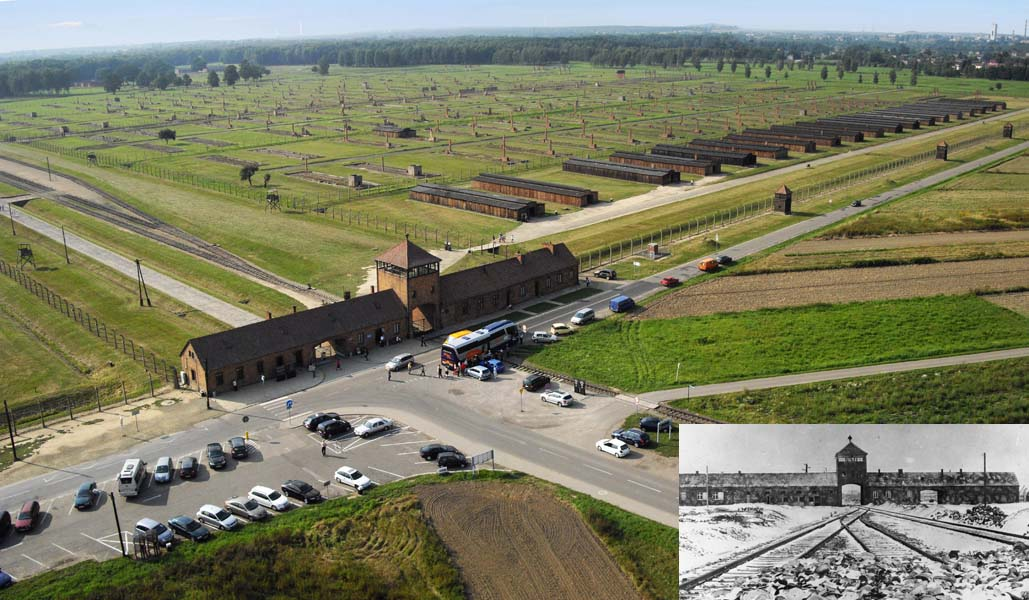
Einfahrtsgebäude des Staatlichen Museums Auschwitz-Birkenau (2009) mit einmontierter Fotografie von 1945

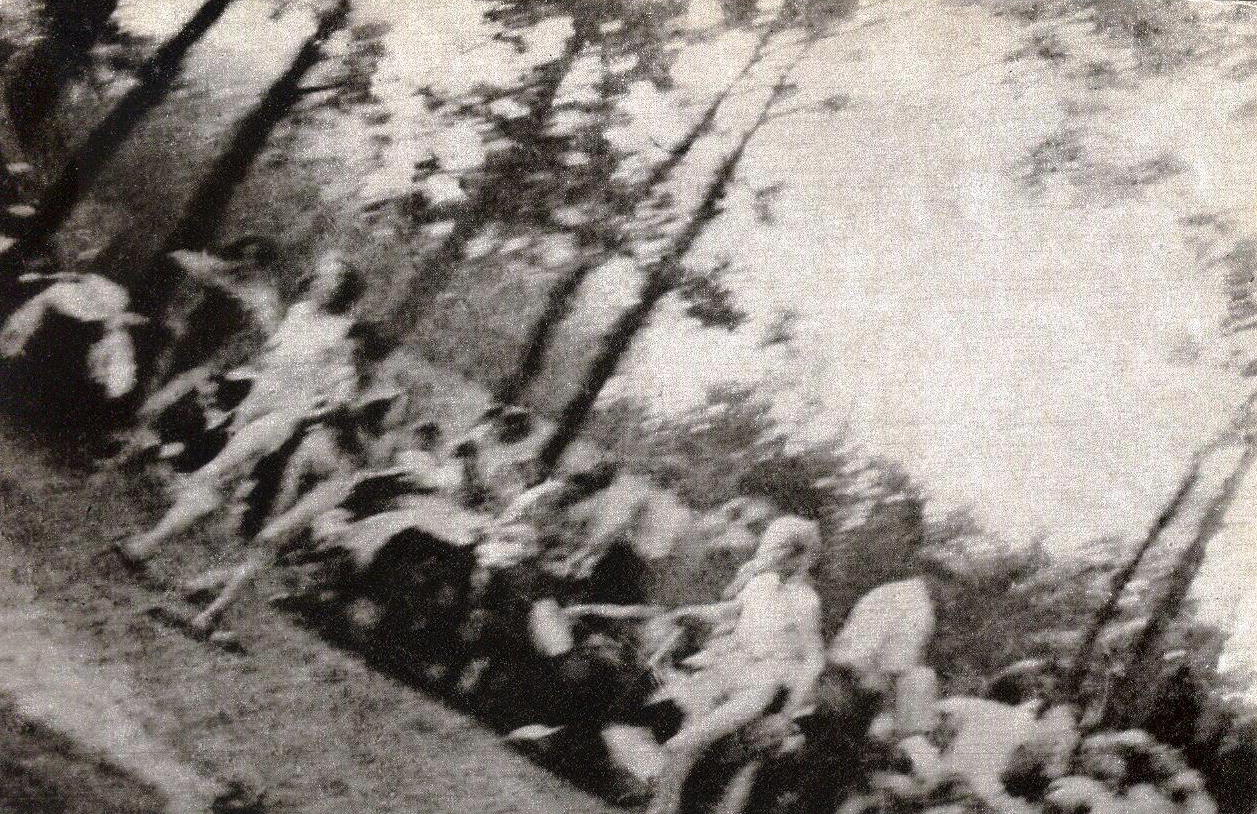
Ausgekleidete Frauen auf dem Weg in die Gaskammer, eine der Sonderkommando-Fotografien, heimlich aufgenommen von einem Häftling, vermutlich Alberto Errera, 1944 (stark vergrößerter Ausschnitt)

Das Konzentrationslager Auschwitz-Birkenau war das größte deutsche Vernichtungslager im NS-Staat. Andere geläufige Bezeichnungen sind KZ Auschwitz-Birkenau und KZ Auschwitz II, zeitgenössisch auch K.L. Auschwitz-Birkenau. Es wurde 1941 drei Kilometer entfernt vom Stammlager Auschwitz I auf dem Gebiet der Gemeinde Brzezinka (deutsch Birkenau) errichtet. Es befand sich nahe bei der Stadt Oświęcim (deutsch Auschwitz) im nach der Besetzung Polens vom Deutschen Reich annektierten und als Verwaltungseinheit neu errichteten Landkreis Bielitz. Das Konzentrationslager wurde am 27. Januar 1945 durch Truppen der Roten Armee befreit.
Im Lagerkomplex Auschwitz wurden etwa 1,1 Millionen Menschen ermordet. Der Name „Auschwitz“ wurde in der Nachkriegszeit weltweit zum Symbol des nationalsozialistischen Völkermords (Holocaust/Shoa). Von den mehr als 5,6 Millionen Opfern des Holocaust wurden etwa eine Million Juden als rassistisch verfolgte Menschen in Auschwitz-Birkenau ermordet. Des Weiteren gab es ca. 160.000 nichtjüdische Opfer, darunter ebenfalls rassistisch begründet Sinti und Roma sowie Polen, zudem auch männliche Homosexuelle aufgrund ihrer Sexualität. Etwa 900.000 der deportierten Personen wurden direkt nach ihrer Ankunft in den Gaskammern ermordet. Weitere 200.000 Menschen kamen durch Krankheiten, Unterernährung, Misshandlungen und medizinische Versuche zu Tode oder wurden später als zur weiteren Zwangsarbeit untauglich selektiert und ermordet. Herkunftsländer der meisten Ermordeten waren Belgien, Deutschland, Frankreich, Griechenland, Italien, Jugoslawien, Luxemburg, Niederlande, Österreich, Polen, Rumänien, Sowjetunion, Tschechoslowakei und Ungarn.
Heute sind von zwei der großen Konzentrationslager noch viele Teile erhalten bzw. originalgetreu ergänzt. Sie sind öffentlich zugänglicher Bestandteil des Staatlichen Museums Auschwitz-Birkenau, Gedenkstätte des Holocaust und jüdischer Friedhof auf dem Gelände der beiden ehemaligen Konzentrationslager I und II. Dieses Museum ist zugleich Gedenkstätte, internationales Begegnungs- und Holocaust-Forschungszentrum. Es wurde von der UNESCO unter dem Namen Auschwitz-Birkenau – deutsches nationalsozialistisches Konzentrations- und Vernichtungslager (1940–1945) zum Teil des UNESCO-Welterbes erklärt.

## Lagergliederung

Schematische Karte des SS-Interessengebiets (mit der Lage der drei Konzentrationslager des Lagerkomplexes zueinander, Einzugsbereich, Sperrgebiet)

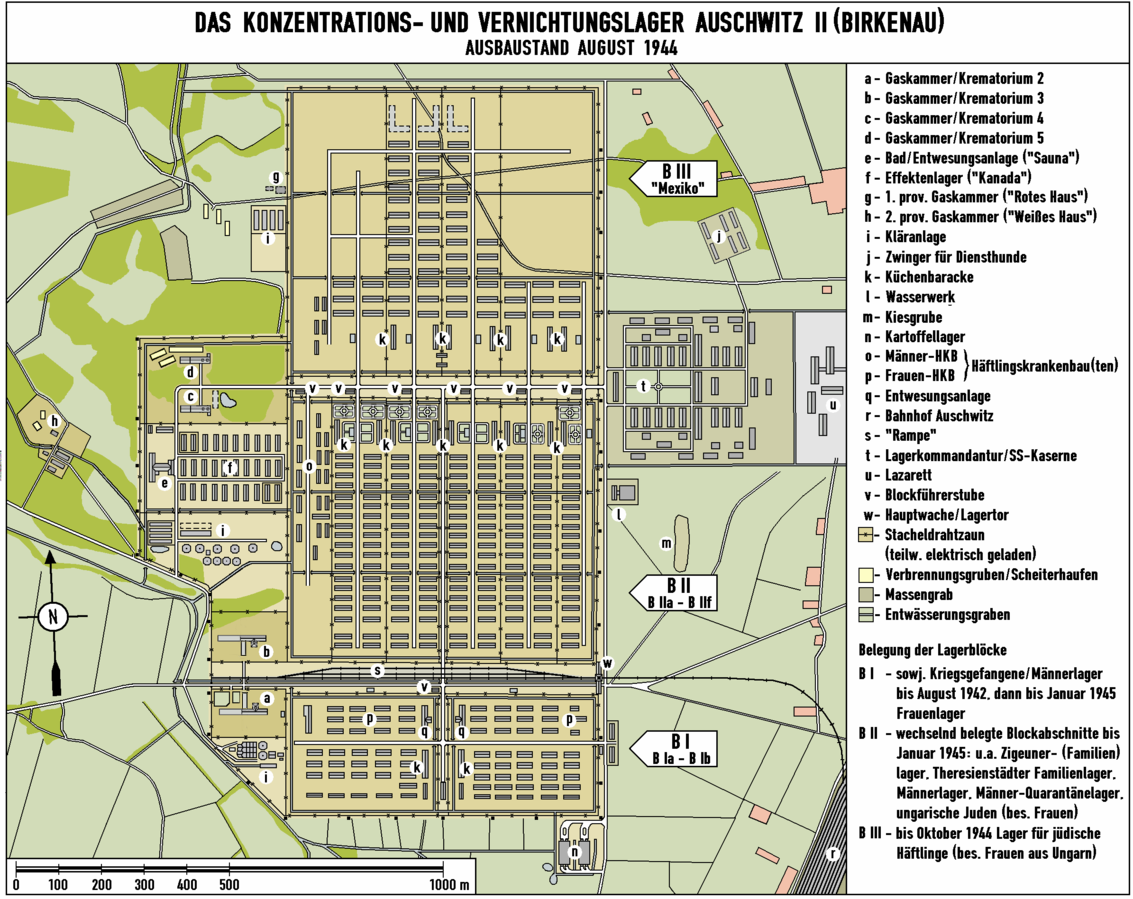
KZ Auschwitz-Birkenau (Ausbaustand vom August 1944)

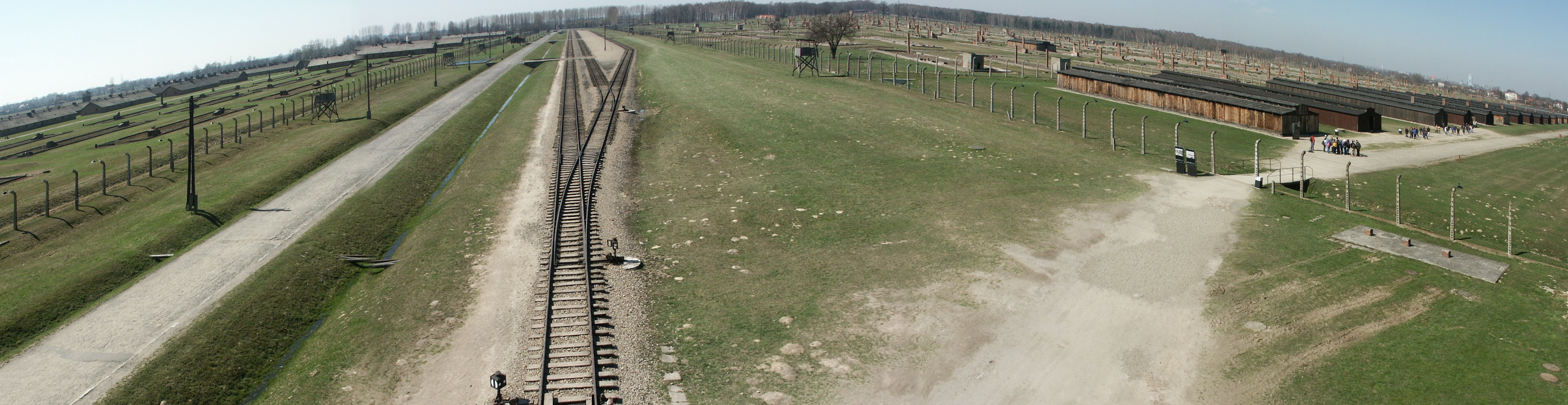
KZ Auschwitz-Birkenau, Gesamtüberblick vom Eingangsgebäude zur Bahnrampe und zum Lagerbereich, 2007

Das 1940 errichtete, etwa drei Kilometer entfernt liegende Konzentrationslager Auschwitz I war das Verwaltungszentrum des gesamten Lagerkomplexes. Es trägt deshalb in der Forschung auch den verwaltungstechnischen Namenszusatz Stammlager. Dort kamen ungefähr 70.000 Menschen, zumeist polnische Intellektuelle und sowjetische Kriegsgefangene, zu Tode (ermordet oder infolge der Haftbedingungen). Gefangene oder Häftlingsgruppen wurden von der SS zwischen beiden Lagerteilen nach Bedarf hin und her verlegt, etwa wenn in bestimmten Berufen Ausgebildete für die angeschlossenen Betriebe benötigt wurden.
Auschwitz-Birkenau, auch KL Auschwitz II genannt, wurde 1941 als Arbeits- und als Vernichtungslager mit später insgesamt sechs Gaskammern und vier Krematorien errichtet. Unter äußerst widrigen Bedingungen wurden hier viele hunderttausende Häftlinge gefangen gehalten, zur Zwangsarbeit angehalten und massenhaft durch unbehandelte Krankheiten, Erfrierungen, unzureichende Ernährung, körperliche Erschöpfung, medizinische Experimente, Exekutionen oder Vergasen getötet. Viele Gefangene aus ganz Europa wurden bereits am Tag ihrer Ankunft vergast; ihre Leichen wurden in den Krematorien verbrannt. Viele Menschen verbinden heute deshalb vor allem diesen Teil des Lagerkomplexes mit dem Namen „Auschwitz“.
Das Lager unterteilt sich grob betrachtet in acht verschiedene bauliche Bereiche (vergleiche Planskizze rechts).
1. Drei Gefangenenlager, die von Süd nach Nord B I, B II und B III (B steht für Bauabschnitt) genannt wurden, und darin mit Kleinbuchstaben a, b etc. benannte Teillager, auch so genannte Felder mit bis zu 40 Baracken, die durch Stacheldrahtverhaue getrennt waren. Umgangssprachlich wurden sie nach der dort jeweils eingesperrten Gefangenenkategorie benannt. Jeweils bei deren Eingang befanden sich die Wachhäuser der SS-Mannschaften (Blockführer) und bereits innerhalb der extra Umzäunung des Feldes die jeweilige Küchenbaracke.
2. Das separate Frauenlager bestand im Bauabschnitt I von September 1942 bis 1945. Davor war dies das Kriegsgefangenenlager russischer Soldaten. Dass in diesem KZ dann gleichzeitig neben Männern Frauen gefangen waren, stellte eine Besonderheit unter den Konzentrationslagern der SS dar.[4][5]
3. Zwischen den Gefangenenlagern in den Abschnitten B I und B II wurde erst 1944 die Zugrampe für die Deportationszüge errichtet. Sie hatte nur eine Zufahrt von Osten her durch das mit seinem aufgesetzten Wachturm markante Torhaus. Züge konnten vom Güterbahnhof Oświęcim her in den Lagerbereich einfahren. (Dort fanden an der so genannten Alten Judenrampe von 1942 bis Mai 1944 die Selektionen über Tod oder vorläufiges Weiterleben statt.)[6]
4. An deren westlichen Enden wurden die beiden ersten Gebäude mit kombinierten Gaskammern und Krematorien errichtet. Im NS-Sprachgebrauch hießen sie vermutlich aus Tarngründen nur Krematorium II und III.
5. Die zunächst als Gaskammern verwendeten Häuser („Rotes“ und „Weißes Haus“) befanden sich westlich etwas abseits.
6. Der Lagerbereich zur Weiterverwertung von Häftlingsgut (genannt „Kanada“) schloss sich im Westen an den Lagerabschnitt B II an. Daneben wurden später in einem separaten Abschnitt die Krematorien IV und V errichtet (wieder Gaskammern und Krematorium kombiniert).
7. An der Straße nach Oświęcim im Osten schlossen sich die Kommandantur (Kommandantur II) und das SS-Kasernen-Gelände an. Es wurde 1944 noch um ein Lazarett für die Waffen-SS (SS-Lazarett) erweitert. Das am 1. September 1944 eingeweihte SS-Lazarett wurde durch einen alliierten Bombenangriff am 26. Dezember 1944 zerstört.[7]
8. Verschiedene Infrastrukturgebäude wie Kartoffelbunker, Kläranlagen, Wasserwerk lagen außerhalb des Gefangenenlagerbereichs. Die Entwässerungsgräben liefen von den Latrinen der verschiedenen „Felder“ aus in westlicher Richtung und dort am Lagerrand in Sammelgräben zu den Kläranlagen.
9. Insgesamt war das Lager umgeben von einer durch Hochspannung gesicherten mehrfachen Umzäunung mit über 30 in Sichtweite errichteten hölzernen Wachtürmen. Siehe dazu: Innere Postenkette.

Erst 2008 in Deutschland entdeckte Original-Baupläne der „Zentralbauleitung der Waffen-SS und Polizei Auschwitz“ (unter der Leitung von Karl Bischoff) wurden 2009 der Holocaust-Gedenkstätte Yad Vashem in Israel übereignet.
Im Frühjahr 1942 begannen die Massendeportationen von Juden mit Zugtransporten aus Polen, aus Frankreich, aus der Slowakei und aus dem deutschen Reichsgebiet. Mitte des Jahres waren schon 16.000 Juden aus Polen, über 4000 aus Frankreich und mehr als 1000 aus der Slowakei in dem Vernichtungslager inhaftiert. In den kommenden Jahren steigerten sich die Transporte bis zu ihrem Höhepunkt im Jahre 1944 mit 600.000 Juden, von denen 500.000 direkt nach der Ankunft in den Gaskammern ermordet wurden. Überall in den besetzten europäischen Ländern gab es Durchgangslager, von denen aus die Deportationszüge in die östlichen Vernichtungslager rollten. Die Anzahl der Opfer und der zeitliche Verlauf der Deportierung ist im Artikel Opferzahlen der Konzentrationslager Auschwitz detailliert beschrieben.
Innerhalb des durch die Flüsse Sola und Weichsel umgrenzten Interessengebietes KL Auschwitz mit ca. 40 Quadratkilometern Fläche wurden einige Nebenlager errichtet und zum Teil nur zeitweise betrieben. Die polnische Bevölkerung wurde nach und nach aus dem Interessengebiet vertrieben. Es war somit von der Umgebung abgeschnitten und gut kontrollierbar. Viele Fluchtversuche von Häftlingen sind aufgrund dieser für sie nicht erkennbaren tiefen Staffelung des gesamten Komplexes gescheitert.
Die in der Nachkriegszeit bekanntesten Nebenlager (oder Außenlager, Außenkommandos) der Konzentrationslager Auschwitz im umliegenden Interessengebiet waren:
- Plawy (Landwirtschaft, Fischzucht)
- Harmense (Landwirtschaft, Geflügel-, Kaninchen- und Fischzucht)
- Rajsko (SS-Hygieneinstitut, Pflanzenzuchtversuchsstation)
- Budy (Landwirtschaft, Fischzucht)

(siehe Liste der Neben-/Außenlager des KZ Auschwitz I, evtl. unvollständig)
Neben dem I.G.-Farben-Industriekomplex Buna, einem neu errichteten Werk für synthetischen Treibstoff und Gummi, wurde schließlich das KZ Auschwitz III Monowitz als KZ mit der Hauptfunktion als Arbeitslager dieser Fabrik errichtet, das nicht innerhalb des Interessengebietes lag. Damit wollte die Werksleitung in Absprache mit der SS erreichen, dass die „Arbeitskräfte“ nicht von täglichen Fußmärschen von und zum jeweiligen Stammlager entkräftet wurden. Zugleich erhielt die Werksleitung mehr Einfluss auf die Zusammensetzung der „eigenen“ Zwangsbelegschaft.

## Besondere Lagerbereiche

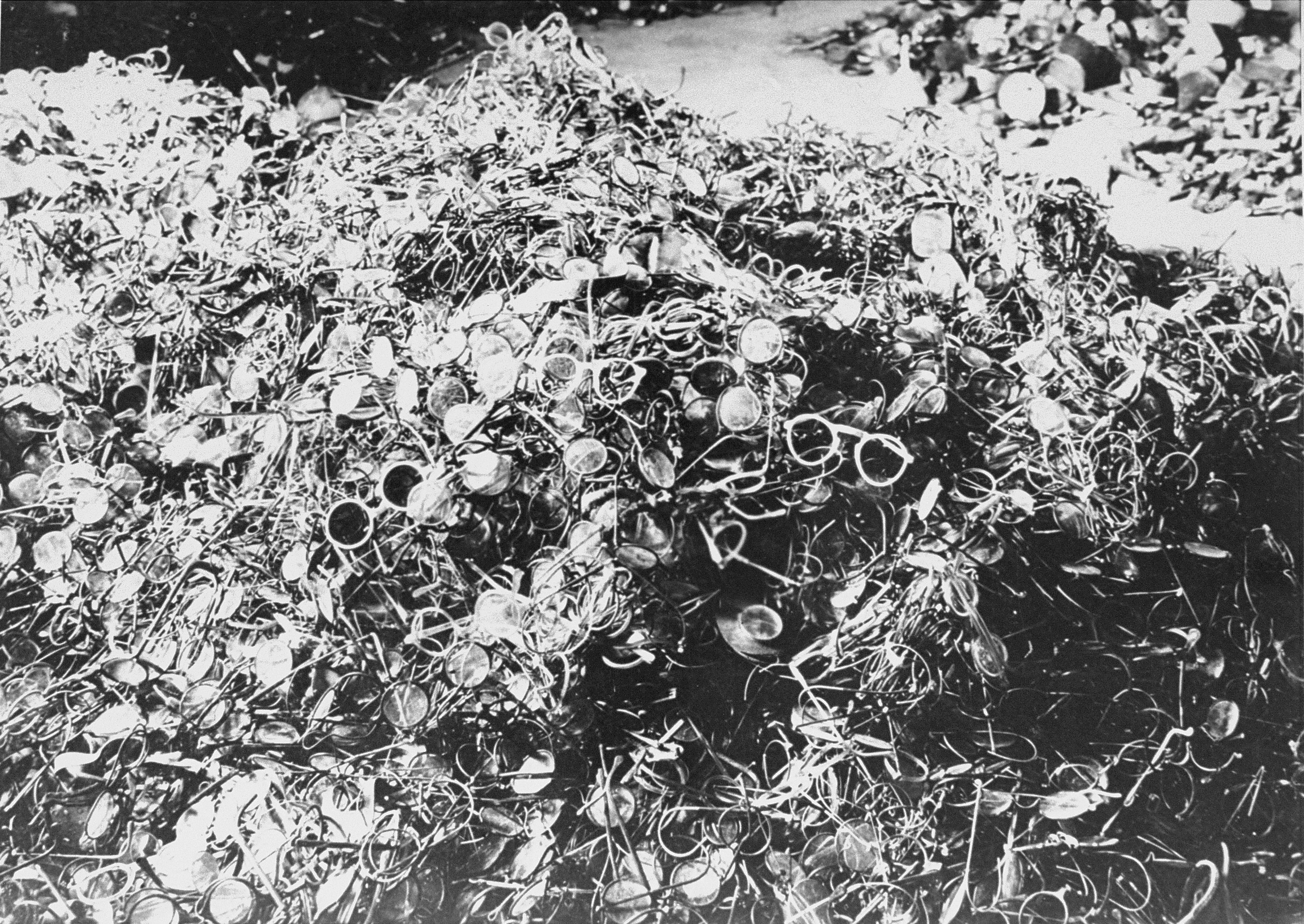
Brillen der Opfer in Auschwitz (Foto vom Januar/Februar 1945). Ähnliche Bilder existieren auch von einer Sammlung von Kopfhaaren, Kinder- und Frauen-Schuhen.

Gebäude mit Gaskammern zum Massenmord und Krematorien: Krematorium II und III (mit unterirdischen Gaskammern) und die Krematorien IV und V (Gaskammern ebenerdig), Bunker I („Rotes Haus“), Bunker II (ein Bauernhaus, „Weißes Haus“, später Bunker V genannt).
Die Zentrale Sauna (offizieller Name BW.32) in Auschwitz-Birkenau diente zugleich als Aufnahmegebäude und als Desinfektions- und Entwesungsanlage. In diesem Gebäude lief die Aufnahmeprozedur der neu ins Lager angekommenen Häftlinge ab. Ihnen wurden Nummern zugewiesen, und schwangere Frauen und erkrankte Häftlinge, die bei der Selektion auf der „Rampe“ nicht aufgefallen waren, wurden noch zuvor aus den arbeitsfähigen Häftlingen zur sofortigen Ermordung „aussortiert“.
In einem anderen Bereich, „Kanada“ genannt, wurden nach der Aufnahme die Besitztümer der Häftlinge gesammelt und sortiert. Kleidung und Wertgegenstände wurden vom SS-Wirtschaftsverwaltungshauptamt (WVHA) unter Oswald Pohl bzw. dem ihm untergebenen SS-Hauptsturmführer Bruno Melmer (Melmer-Gold; Zahngold u. a. Geld-Sorten) übernommen und mit Hilfe der Reichsbank verwertet.

## Entstehung

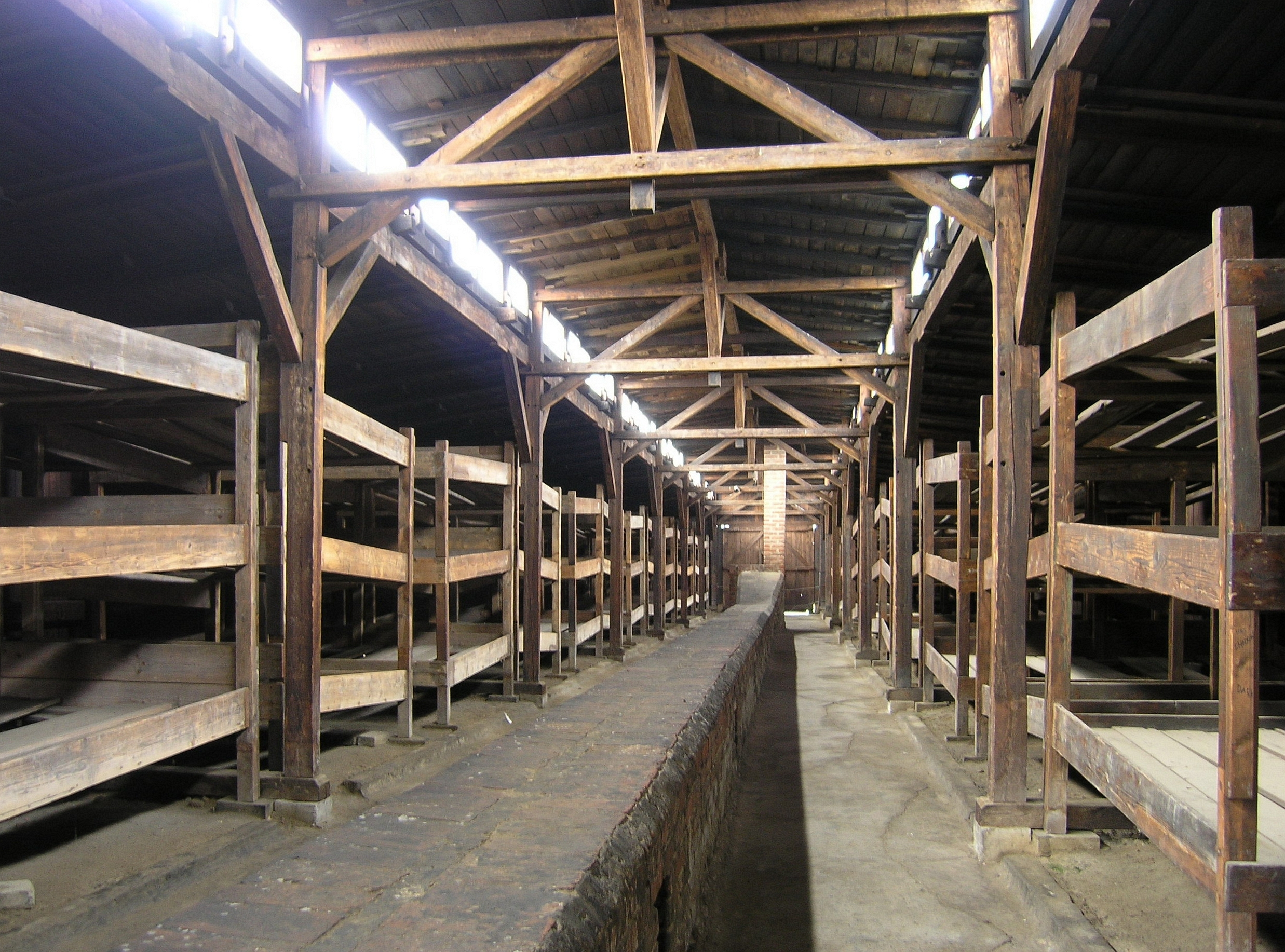
Innenansicht einer Häftlingsbaracke, März 2007

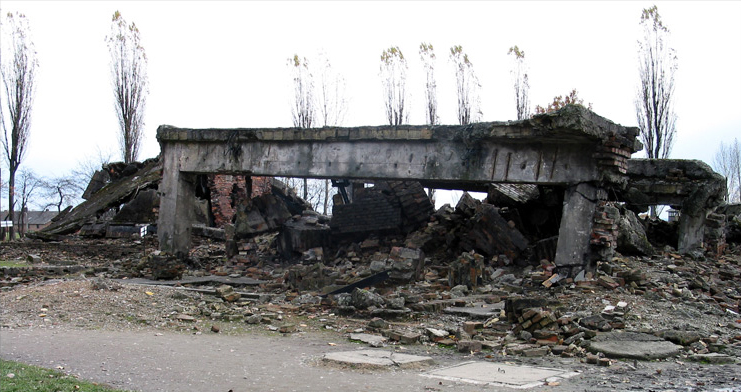
Ruinen der Gaskammern, Krematorium II, Oktober 2002

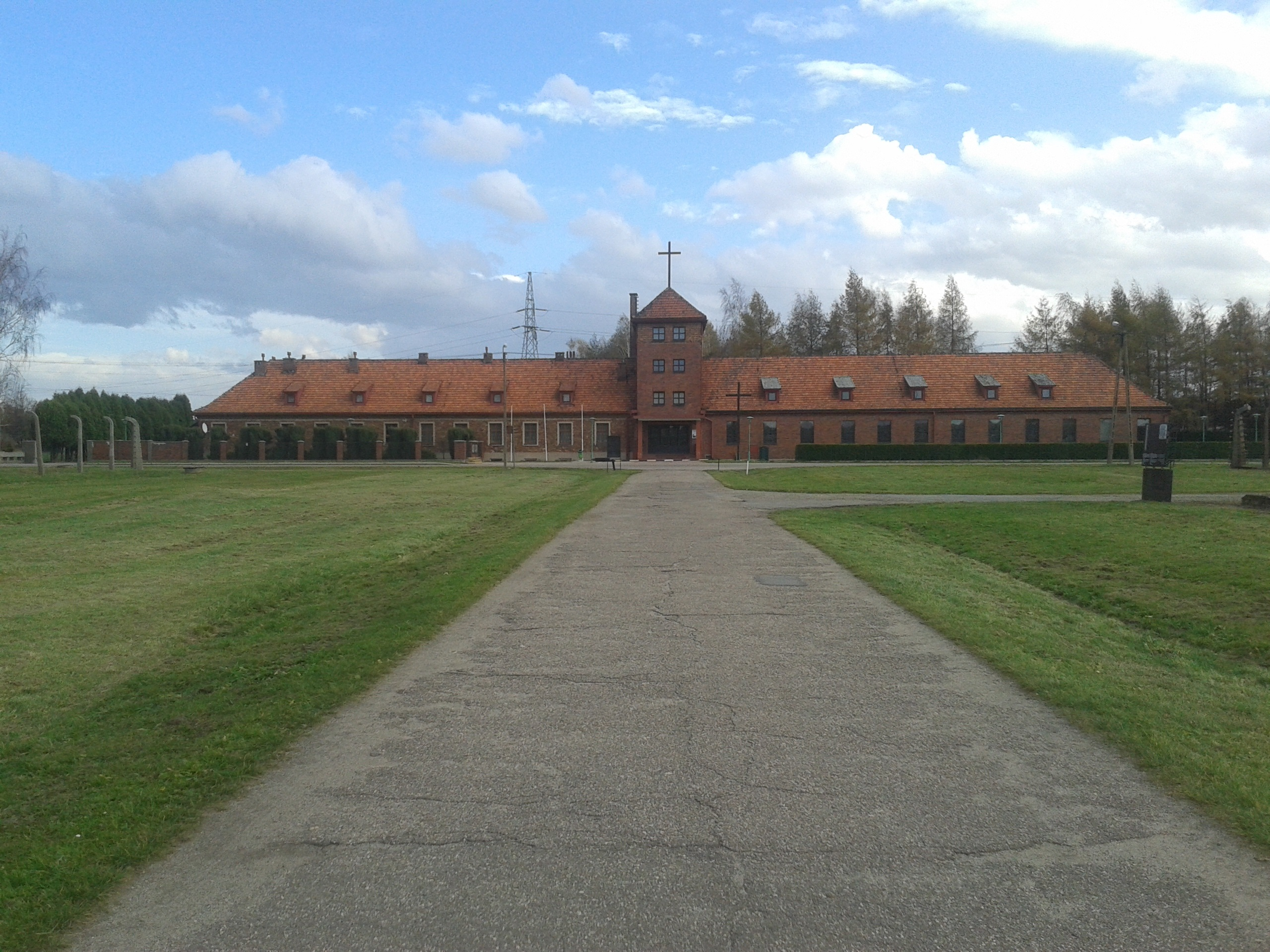
Ehemaliges Kommandantur-Gebäude (Kommandantur II), 700 m nördlich des Torhauses, heute eine katholische Pfarrkirche, Oktober 2018

Am 1. März 1941 besichtigte Reichsführer SS Heinrich Himmler erstmals das Stammlager Auschwitz. Himmler beauftragte die SS mit einer grundlegenden baulichen, personellen und operativen Erweiterung des „Interessenbereiches KL Auschwitz“. Das Gebiet des neuen Lagerkomplexes sollte insgesamt 40 km² umfassen, eine Aufnahmekapazität von 100.000 Häftlingen erreichen und mehrere SS-eigene Produktionsstätten und agrarwissenschaftliche Versuchsstandorte unterhalten.
Im Sommer des Jahres 1941 erhielt der Kommandant des Stammlagers Auschwitz Rudolf Höß durch die Adjutantur des Reichsführers SS den Befehl, zu einer Dienstbesprechung mit Himmler in Berlin zu kommen. Gemäß der Zeugenaussage von Höß vor dem Internationalen Militärgerichtshof in Nürnberg und seinen eigenen Aufzeichnungen eröffnete Himmler Höß während dieses Gespräches, der Führer Adolf Hitler habe die „Endlösung der Judenfrage“ befohlen und die SS müsse diesen Befehl ausführen. Er, Himmler, habe Auschwitz für die kommenden „großen Aktionen“ ausgewählt, weil die bestehenden „Vernichtungsstellen“ im Osten nicht die notwendigen Kapazitäten hätten. Auschwitz komme dafür in Frage, weil es durch seine Anbindung an das oberschlesische Schienennetz in Kattowitz verkehrstechnisch günstig liege. Das umliegende Gebiet sei großflächig, leicht abzusperren und leicht zu tarnen.
Himmler wies Höß an, sich auf einen Besuch Adolf Eichmanns in Auschwitz einzustellen. Dieser werde mit Höß vor Ort die Konzeption und Planung des zukünftigen Vernichtungslagers besprechen. Eichmann war zu diesem Zeitpunkt Leiter des „Judenreferats“ innerhalb des Reichssicherheitshauptamtes und mit der administrativen Abwicklung der „Endlösung der Judenfrage“ beauftragt.
Kurz nach Höß’ Rückkehr nach Auschwitz besuchte Eichmann das KZ Auschwitz und informierte Höß über die Pläne zur Vernichtung des europäischen Judentums. Nach dem Bau des zentralen Vernichtungslagers sollten zunächst bevorzugt Transporte mit Juden aus Ostoberschlesien und den angrenzenden Gebieten des Generalgouvernements nach Auschwitz geschickt werden; dann sollten Juden aus dem Rest Europas nachfolgen. Eichmann sagte, dass bei den großangelegten Aktionen angesichts der Massen Menschen, die vernichtet werden sollten, ein todbringendes Gas das bevorzugte Tötungsmittel sein müsste. Er wolle sich nach einem geeigneten Gas erkundigen, das leicht beschaffbar wäre und „keine besonderen Anlagen erforderte“. Höß und Eichmann inspizierten daraufhin das Gelände und hielten „ein Bauerngehöft an der Nord-West-Ecke des späteren Bau-Abschnittes III Birkenau“ als Vernichtungsanlage geeignet, da es durch ein umliegendes Waldgebiet sowie Hecken vor Blicken geschützt sei und in der Nähe der Bahngleise liege. Nach Höß’ und Eichmanns Berechnung konnten in dem Gebäude jeweils rund 800 Menschen mittels Gas getötet werden.
Nach der Abreise Eichmanns arbeitete Höß laut eigener Aussage an einem detaillierten Lageplan, zusammen mit einer Beschreibung der künftigen Gaskammer. Den Plan sandte er per Kurier an Himmler. Dieser ließ ihm durch Eichmann später mitteilen, er sei mit Höß’ Plänen einverstanden.
Im Oktober begannen die Bauarbeiten für den neuen Lagerkomplex. Als Ort wurde ein Gebiet in der Nähe des Dorfes Brzezinka (Birkenau) gewählt, das sich zirka drei Kilometer vom Stammlager entfernt befand. Die polnischen Bewohner wurden gezwungen, ihre Häuser und ihr Dorf zu verlassen. Gemäß den Bauplänen vom Herbst 1941, die durch die Amtsgruppe C des SS-Wirtschafts- und Verwaltungshauptamtes entworfen worden waren, hatte sich die ursprünglich von Himmler angestrebte Lagerkapazität inzwischen verdoppelt. Der Plan sah nun für das Lager in Birkenau bis zu 200.000 Häftlinge vor, die in rund 600 Baracken untergebracht werden sollten.
Für die Bauarbeiten in Birkenau separierte die SS im Stammlager neun Blöcke und lieferte dort 10.000 sowjetische Kriegsgefangene ein, die als Bautrupp für das zu errichtende neue Lager vorgesehen waren. Fünf Monate später, am 1. März 1942, lebten von diesen Gefangenen nur noch 925. Sie wurden zu diesem Zeitpunkt zusammen mit anderen Gefangenen in das neue Lager eingewiesen.
Das Barackenlager war etwa fünf Quadratkilometer groß. Es war in mehrere Sektionen unterteilt, die wiederum in Felder gegliedert waren. Diese Felder sowie das gesamte Lager waren mit einem doppelten Elektrozaun aus Stacheldraht umzäunt, der unter einer bei Berührung tödlich wirkenden Spannung von 6000 Volt stand. Im Abstand von etwa 150 Metern standen zwischen diesen beiden Zäunen fünf Meter hohe Wachtürme, die mit Maschinengewehren und Scheinwerfern ausgestattet waren. Vor dem inneren Hochspannungszaun stand noch ein gewöhnlicher Drahtzaun. Dieses Bewachungssystem bildete die nachts geschlossene „kleine Postenkette“.
Östlich davor, außerhalb der „kleinen Postenkette“, befanden sich etwa seit Anfang 1943 eine Kommandanturbaracke und der Unterkunftsbereich für die SS-Wachkompanien. Bis November 1943 wurden das neue Kommandanturgebäude (Kommandantur II) von Auschwitz-Birkenau und die Kaserne der SS fertiggestellt, an deren östlicher Seite noch ein SS-Lazarett gebaut wurde, das nicht mit den Häftlings-Krankenbaracken (in Abschnitt II o und p) zu verwechseln ist und am 1. September 1944 eingeweiht wurde.
Im Laufe der Zeit entstanden mehrere Schutzhaftlager. Diese Lagerbereiche wurden im Lagerjargon wie folgt benannt:
- das Männerlager,
- das Quarantänelager,
- das Frauenlager (seit 16. August 1942; B I[21]),
- den Häftlingskrankenbau (II o,p),
- das Effektenlager „Kanada“ (II f),
- das Zigeunerlager (seit Frühjahr 1943),
- das Theresienstädter Familienlager (seit Herbst 1943; in II b, mit Häftlingen aus dem Ghetto Theresienstadt/Terezin),[22]
- das Lager „Mexiko“ (Bauabschnitt III), Lager für ungarische Juden (05 bis 10/1944).

Das Lager war zunächst als Arbeitslager kleineren Umfangs gedacht, in dem Kriegsgefangene und andere Häftlinge Zwangsarbeit für die SS leisten sollten. Bereits in der Planungsphase veränderte sich jedoch seine Bestimmung, und die angestrebte Zahl der Häftlinge wurde deutlich erhöht. Im Herbst 1942 wurden in Auschwitz-Birkenau erstmals sowjetische Kommissare und arbeitsunfähige Häftlinge mit Zyklon B umgebracht, nachdem bereits Ende 1941 Versuche damit im Stammlager stattgefunden hatten. Wenig später wurden Mütter mit Kindern und nicht zur Arbeit taugliche Personen aus den eintreffenden Transporten in die Gaskammern getrieben und dort umgebracht. Ab April oder Juli 1942 (der genaue Zeitpunkt ist in einem engen Zeitrahmen umstritten) wurde die überwiegende Mehrzahl der herantransportierten Juden sofort ermordet. Auschwitz-Birkenau hatte damit die Funktion eines Vernichtungslagers übernommen, wurde aber zugleich auch als Konzentrations- und Arbeitslager weiter verwendet.

## Selektion und Vergasung

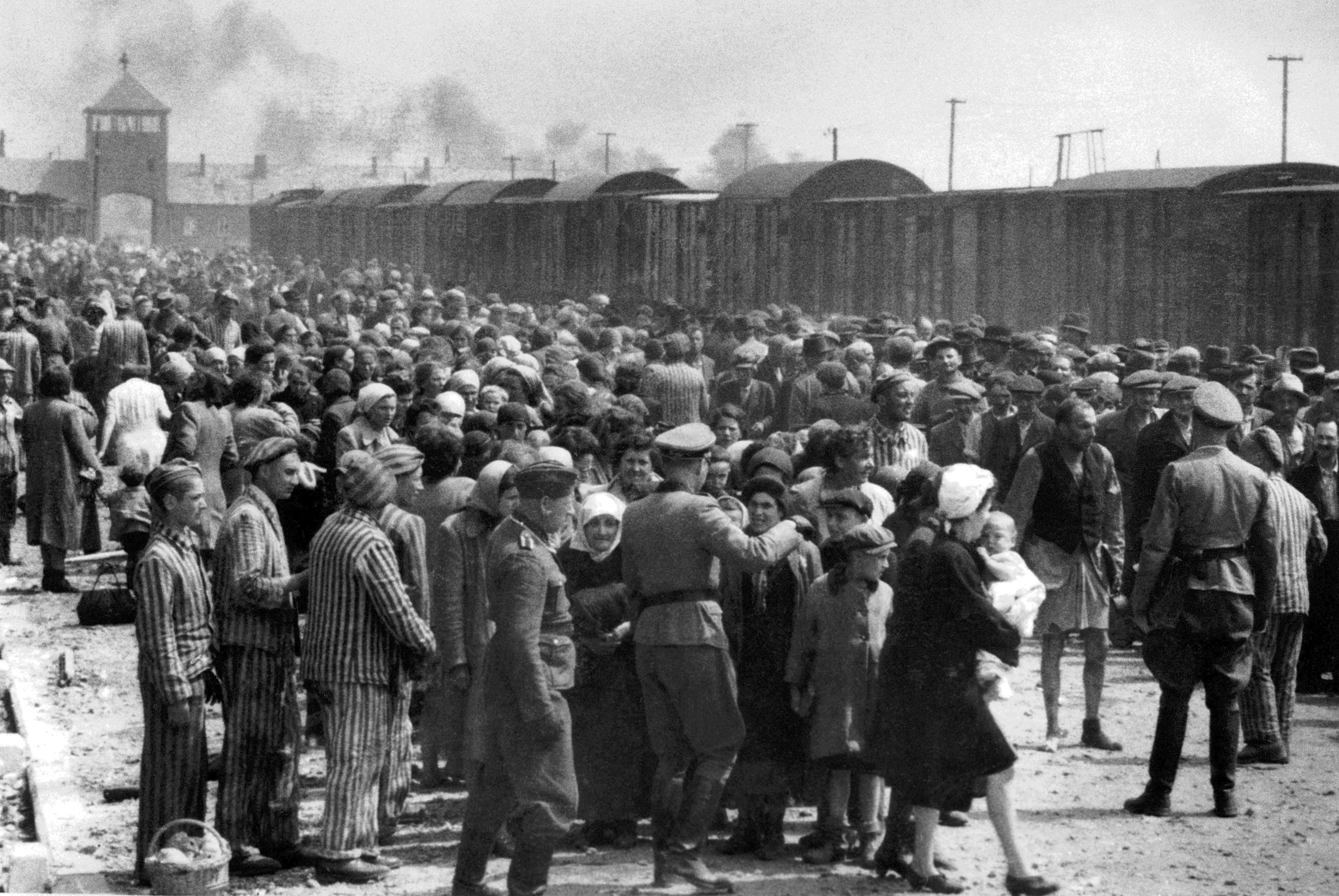
Aussortierung von „Schwachen, Alten und Kranken“ in Auschwitz-Birkenau (Mai/Juni 1944)

Die meisten Opfer kamen in Auschwitz-Birkenau mit dem Zug an, oft nach tagelangen Reisen in Viehwaggons. Die ankommenden Gefangenen wurden von einer Entladerampe (alte Rampe, südlich vom Bahnhof Auschwitz) zu Fuß ins Lager getrieben. Im Frühjahr 1944 wurde ein Gleisanschluss direkt bis ins Lager zur neuen Rampe gelegt (siehe Foto). Manchmal wurde der ganze Transport direkt in die Gaskammern geschickt – meistens wurde erst eine Selektion durchgeführt, bei der die „Schwachen, Alten und Kranken“ von den „Arbeitsfähigen“ nach Augenschein getrennt und zur Gaskammer geführt wurden. Die Einteilung der Lagerärzte zur Selektion und die Leitung der Selektionen nahm der Standortarzt Eduard Wirths vor. An diesen Selektionen war auch der für grausame pseudowissenschaftliche medizinische Experimente berüchtigte Lagerarzt Josef Mengele beteiligt. Im damaligen Sprachgebrauch wurde der Begriff Selektion nicht verwendet. Die Tätigkeit wurde als Rampendienst bezeichnet, der Vorgang selbst als Aussortierung.

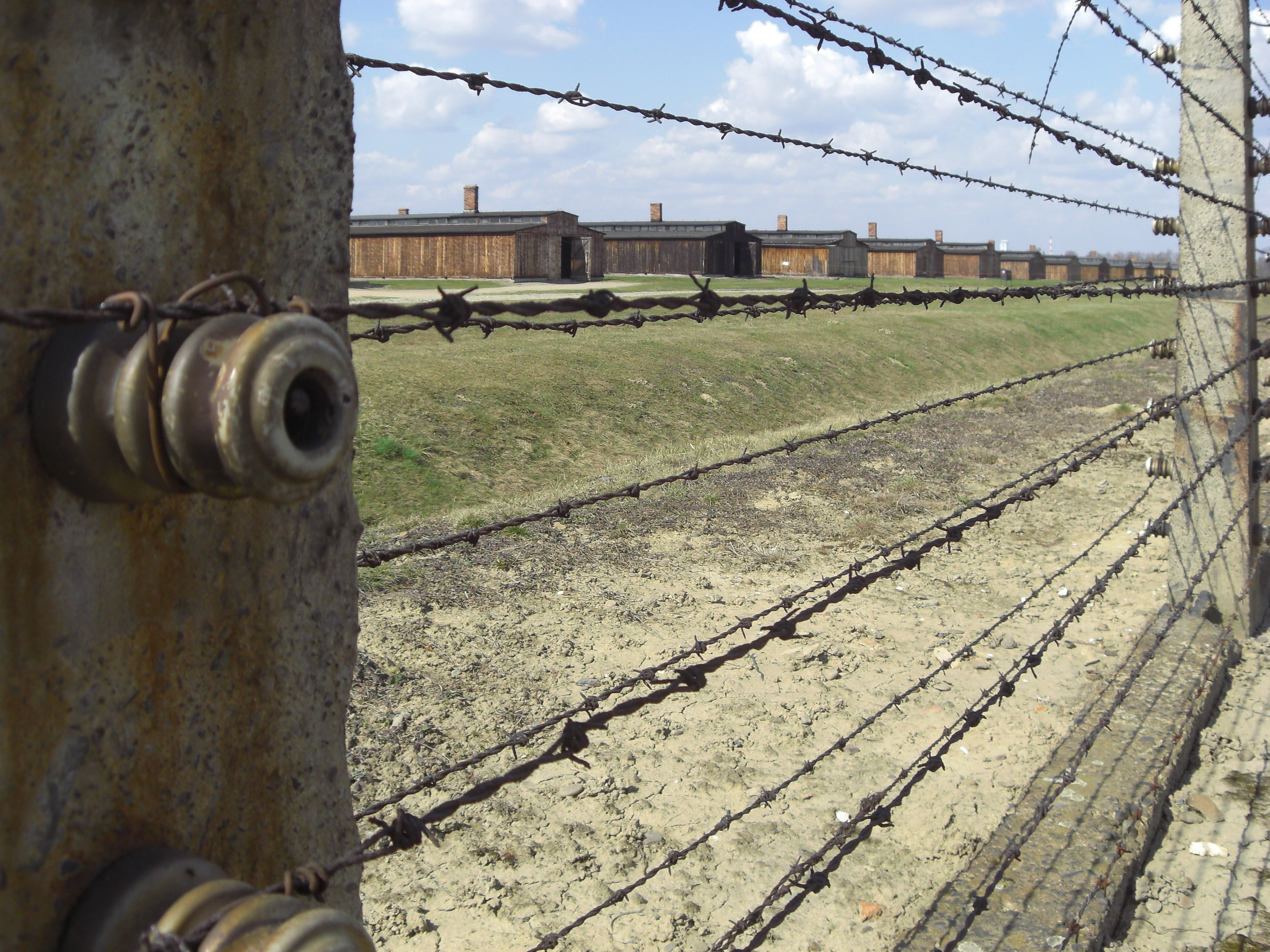
Stacheldraht vor den Baracken
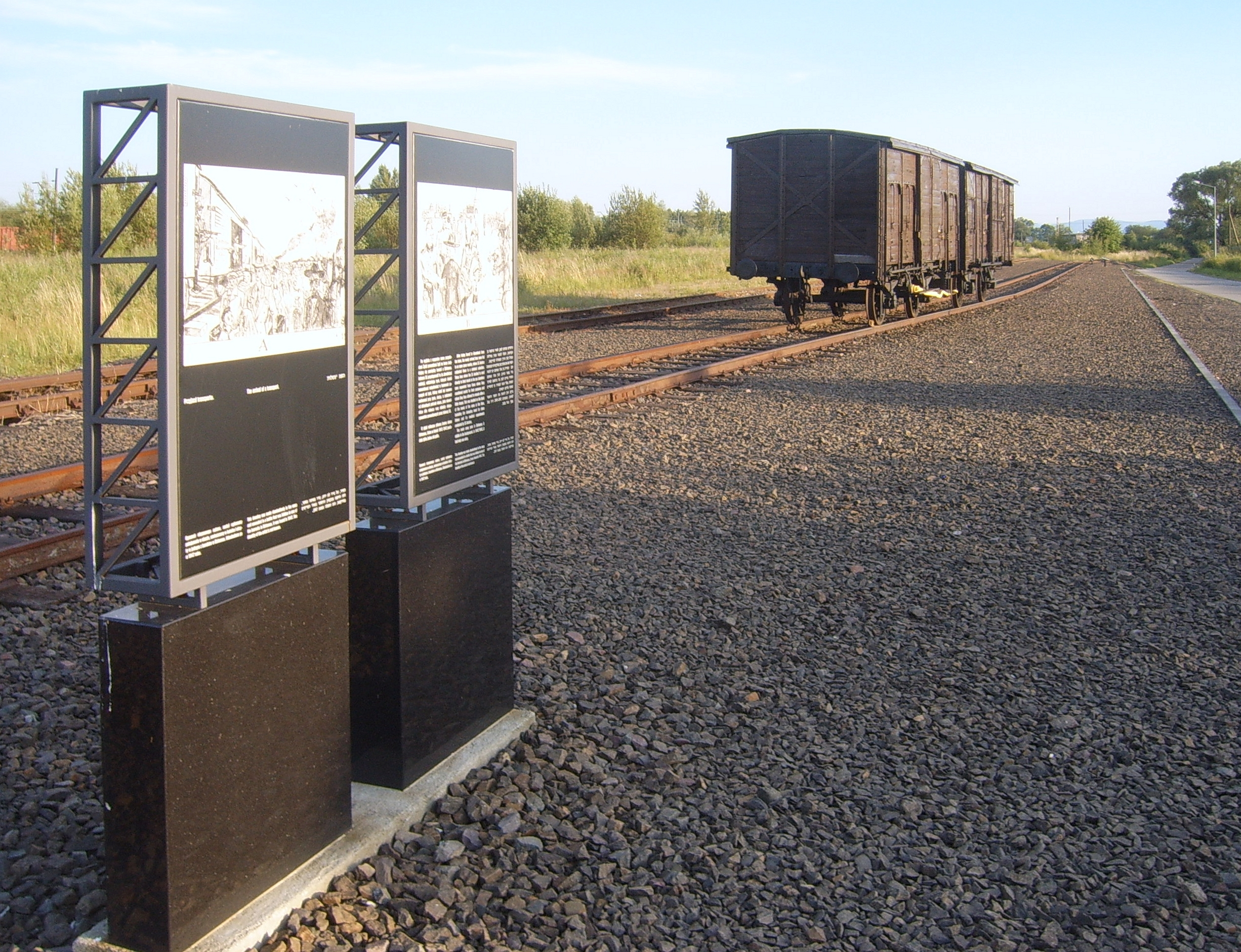
Die alte „Entladerampe“, auch „Judenrampe“ genannt, an der die Deportationszüge bis Mai 1944 ankamen. Foto von 2007
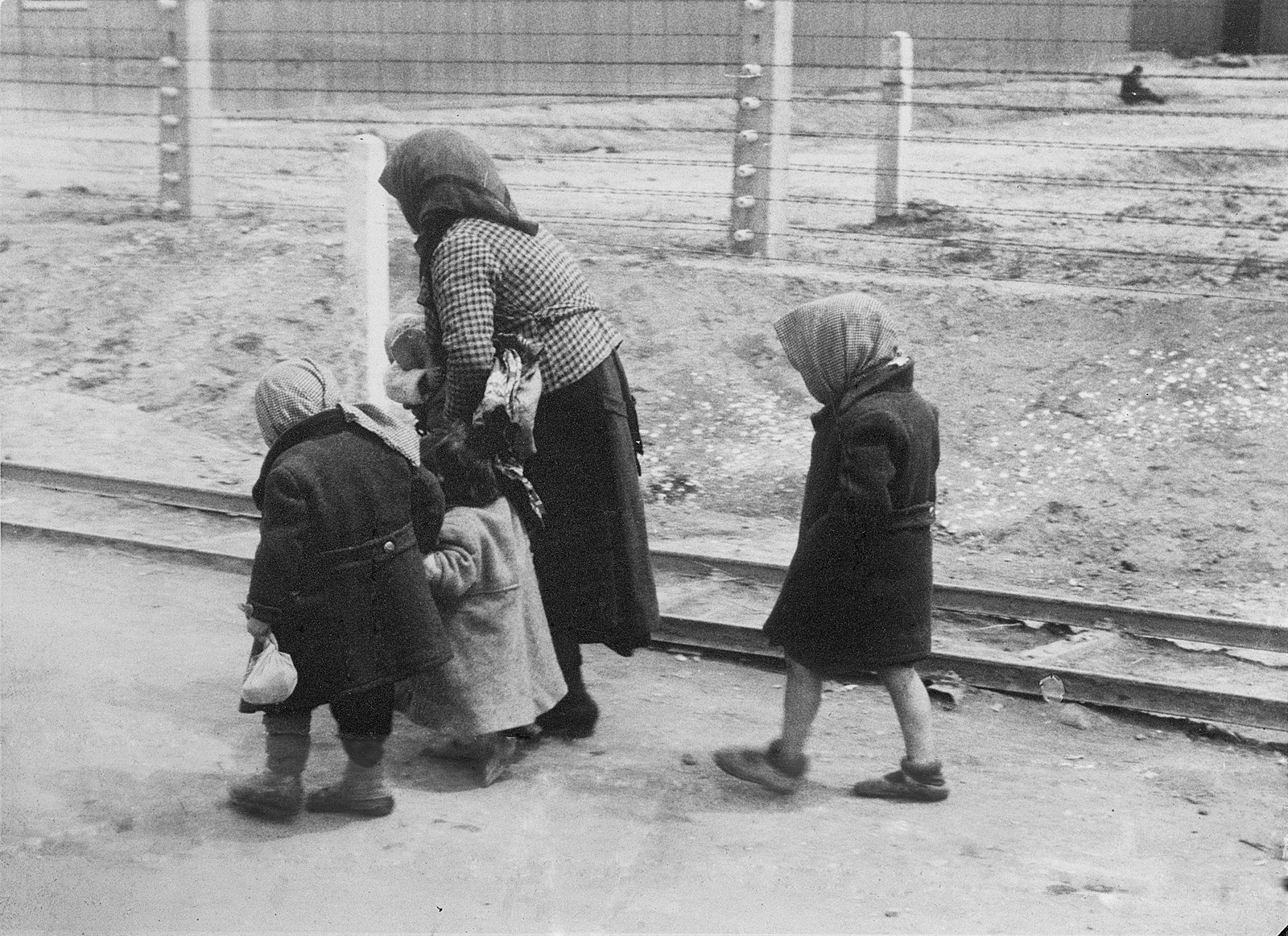
Eine alte jüdische Frau mit Kindern (Foto: Auschwitz-Album Mai 1944)
- Video: Selektion in Auschwitz

In Auschwitz-Birkenau gab es in vier Krematorien und in zwei Bauernhäusern Gaskammern. Sie wurden aber nicht alle im gleichen Zeitraum genutzt. Im Laufe des Jahres 1942 wurden zunächst die Bauernhäuser als Gaskammern verwendet. Im ersten Halbjahr 1943 gingen dann die vier Krematorien in Betrieb, von denen zwei im Untergeschoss Gaskammern von 210 Quadratmetern Grundfläche enthielten. Die beiden anderen Krematorien hatten oberirdische Gaskammern von je 236 Quadratmetern Gesamtfläche. Vier Baufirmen waren vor Ort am Bau beteiligt. Während die SS-eigenen Deutschen Ausrüstungswerke (DAW) für den Bau der Türen und Fenster verantwortlich waren, wurden die Verbrennungsöfen (Krematorien) und die Lüftungsanlagen der Gaskammern von der Erfurter Firma J. A. Topf & Söhne konstruiert, eingebaut, gewartet und repariert.
Details zu den Gaskammern und Krematorien sind im Artikel Gaskammern und Krematorien der Konzentrationslager Auschwitz beschrieben.
In der Zeit zwischen 4. und 16. Mai 1943 inspizierte der Chef des SS-Personalhauptamtes, der SS-Gruppenführer Herff, die SS-Einrichtungen im besetzten Polen. Von den Massenmorden in Auschwitz gibt es einen eindeutigen SS-internen Bericht über die Abläufe der Vernichtung der Opfer von ihm aus dieser Zeit.

## Zwangsarbeit und Bewachungssystem

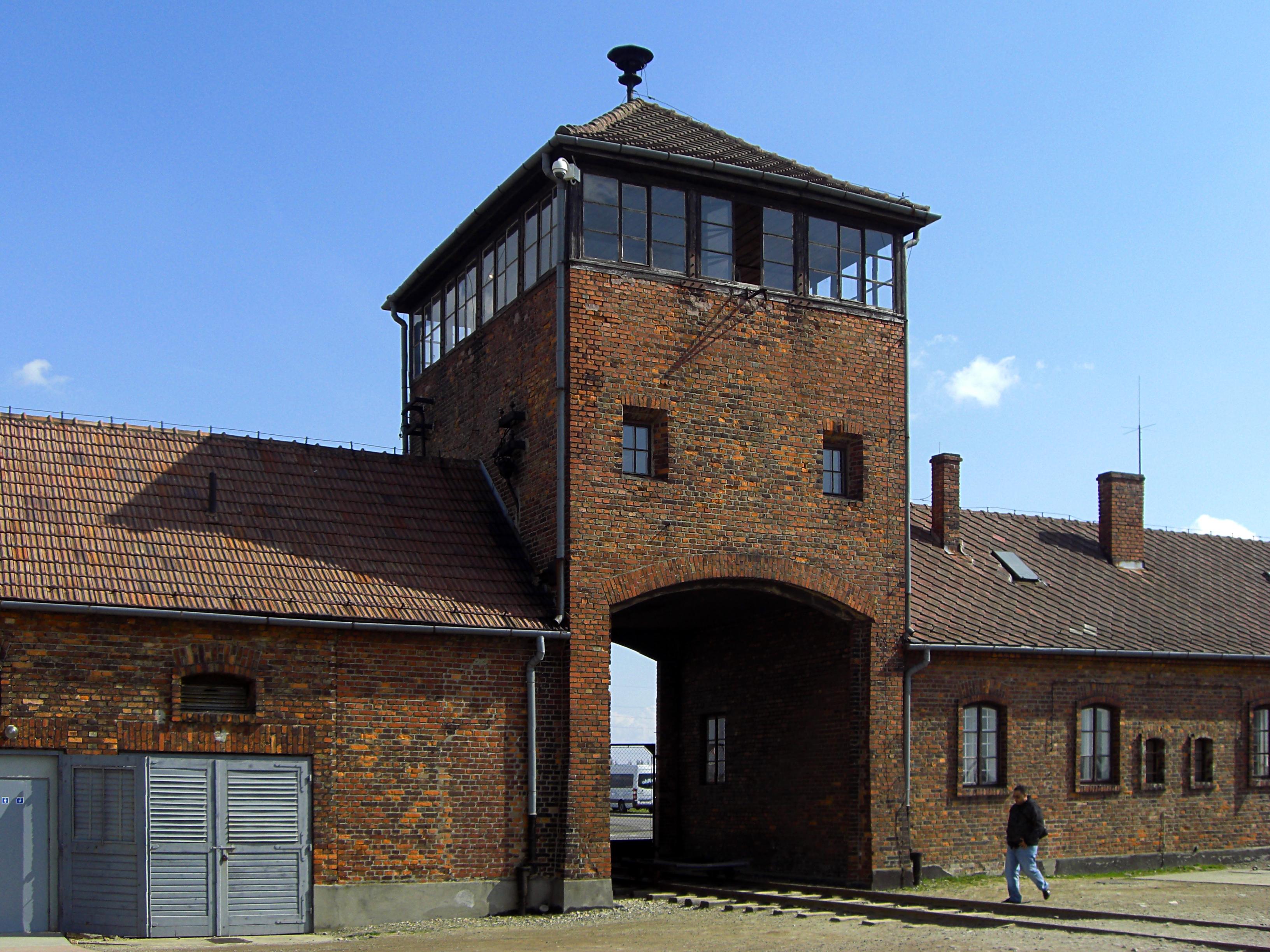
Torhaus in Auschwitz-Birkenau

Die Häftlinge, die die Selektion überlebten, mussten vor allem in den ans Lager angrenzenden Industrie- beziehungsweise Rüstungsbetrieben aber auch Landwirtschaftsbetrieben Zwangsarbeit leisten. Es mussten auch Industrieanlagen zur Herstellung von synthetischem Benzin oder Synthesekautschuk (sog. Buna) im Auftrag der I.G. Farben erstellt werden. Auch andere deutsche Firmen wie Krupp oder SS-Firmen unterhielten Werke in der Nähe; sie zahlten den NS-Stellen eine „Miete“ für jeden überlassenen Arbeitssklaven, von der die SS, über das WVHA in Berlin, profitierte.
Die Postenketten
Das Fabrikgelände und die „Landwirtschaftsbetriebe“ waren weiträumig von der „großen Postenkette“ umgeben. Beim morgendlichen „Zählappell“ wurden alle Häftlinge gezählt, auch die in der Nacht Verstorbenen, und dann marschierten viele Arbeitskommandos zu Arbeitsplätzen aus dem Lager heraus. Die Arbeitskommandos und die jeweiligen Arbeitsplätze durften nicht ohne Bewachung und schriftlichen Befehl verlassen werden. Waren die Häftlinge beim Abendappell vollzählig ins Lager zurückgekehrt, wurde die äußere Bewachung aufgelöst. Die Häftlinge befanden sich nachts also innerhalb der „kleinen Postenkette“ und arbeiteten am Tag innerhalb der „großen Postenkette“. Funktionshäftlinge überwachten die Arbeitsleistungen und nachts die „Ordnung“ innerhalb der Blocks. Durch dieses System genügten relativ wenige Bewacher, um das Terrorregime aufrechtzuerhalten. Die Kapos – Funktionshäftlinge im Konzentrationslager – trugen also unfreiwillig einen Großteil der Überwachungsfunktionen.
Die Lager-Orchester
Die SS zwang weibliche und männliche Musiker täglich beim Marsch zu und von den Arbeitsstellen am Lagertor Musik, vor allem Marschmusik zu spielen und damit vor allem zur Abwechslung für die Wächter beizutragen. Sie mussten auch regelrecht Konzerte für die SS-Angehörigen veranstalten, immer unter dem Druck, bei Missfallen selbst der Vernichtung zugeführt zu werden. Die überlebende Zeitzeugin Esther Béjarano machte es sich später zur Aufgabe, den Nachkommen über die Geschehnisse zu berichten. Die Geschichte des Mädchenorchesters wurde später in Romanen, Dokumentationen und Filmen sowie in einer Oper verarbeitet.
- Siehe auch: Das Mädchenorchester und die Männerorchester von Auschwitz

Deutsche Firmen
Die Zwangsarbeiter waren vollkommen rechtlos und nicht nur der Willkür des SS-Wachpersonals, sondern auch jener der Zivilangestellten der deutschen Firmen ausgeliefert. Plötzliche Entschlüsse, Personen wegen geringster „Vergehen“ oder einfach aus einer Laune heraus zu ermorden, waren an der Tagesordnung; der Tod war den Häftlingen ständig vor Augen.

## Der Massenmord an den ungarischen Juden
Mit der Operation Margarethe marschierte die Wehrmacht am 19. März 1944 in Ungarn ein. Dort lebte noch die größte Gruppe europäischer Juden einer Nation, die bislang vom Holocaust verschont geblieben war. Von den 795.000 ungarischen Juden wurden von Mai bis Juli 1944 rund 438.000 nach Auschwitz-Birkenau deportiert. Am 29. und 30. April fuhren erstmals zwei Züge mit insgesamt rund 3.800 Menschen nach Auschwitz, von denen der erste mit 1.800 Menschen das Lager noch im April erreichte. Am 15. Mai begannen die allgemeinen Deportationen mit mindestens drei Güterzügen täglich und ungefähr 4000 Menschen in jedem Zug. Die Mehrzahl von ihnen wurde sofort in die Gaskammern getrieben, ein Teil der Arbeitsfähigen wurde als Zwangsarbeiter in andere Lager überstellt.
Von den 795.000 ungarischen Juden wurden insgesamt rund 508.000 deportiert. Neben den Transporten von 438.000 Juden nach Auschwitz wurden ab Oktober 1944 weitere 64.000 Juden zur Zwangsarbeit in der Rüstungsindustrie ins Reichsgebiet deportiert. Von den Deportierten kamen rund 382.500 ums Leben, der auf Auschwitz entfallende Anteil der Opfer wurde bislang nicht exakt ermittelt. Weitere 120.000 Juden starben in Ungarn bzw. wurden dort ermordet. Damit ergibt sich für Ungarn insgesamt eine Opferzahl von 502.000 Juden.
- Siehe auch: Die Ermordung der ungarischen Juden

## Die Ermordung der Roma im „Zigeunerfamilienlager“
In Auschwitz-Birkenau wurde von Februar 1943 bis August 1944 der Abschnitt B II e als „Zigeunerlager Auschwitz“ genutzt. Dorthin wurden durch das Reichssicherheitshauptamt (RSHA) Familien und Einzelpersonen deportiert, die im Sinne einer „Regelung der Zigeunerfrage aus dem Wesen dieser Rasse“ (Zitat: Heinrich Himmler) als „Zigeuner“ oder „Zigeunermischlinge“ kategorisiert waren. Die Deportierten kamen überwiegend aus dem Altreich und Österreich. Von den rund 22.600 Personen starben über 19.300. Davon erlagen über 13.600 der planmäßigen Mangelernährung, den Krankheiten und Seuchen, und mehr als 5.600 wurden in Gaskammern ermordet. Andere wurden Opfer von individuellen Gewaltattacken oder von Medizinverbrechen, unter anderem durch den KZ-Arzt Josef Mengele. Ab Mitte Mai 1944 begann die Auflösung des „Zigeunerlagers“. Ein kleiner Teil der Gefangenen wurde zur Zwangsarbeit in andere Konzentrationslager (wie KZ Buchenwald, KZ Ravensbrück) überstellt. Von den im Abschnitt B II e verbliebenen Frauen, Männern und Kindern wurden 2897 am 2. und 3. August 1944 in den Gaskammern getötet. Die Massenverbrechen im „Zigeunerlager“ von Auschwitz-Birkenau sind Teil des mit einem Romanes-Wort als „Porajmos“ bezeichneten Genozids an den Roma.

## Fluchten und Fluchtversuche
- Siehe im Hauptartikel zum KZ Auschwitz

## Aufstand des Sonderkommandos
Am 7. Oktober 1944 führte das jüdische Sonderkommando KZ Auschwitz-Birkenau (die Häftlinge, welche die Gaskammern und Krematorien bedienen mussten und als Sicherheitsrisiko von den anderen Häftlingen getrennt gefangen gehalten wurden) einen Aufstand durch. Davor gab es bereits zumindest einen gescheiterten ähnlichen Plan für den Termin 28. Juli um neun Uhr abends. Dieses Mal hatten weibliche Gefangene Sprengstoff von einer Waffenfabrik eingeschmuggelt, und das Krematorium IV wurde damit teilweise zerstört. Anschließend versuchten die Gefangenen eine Massenflucht, aber alle 250 Entflohenen wurden kurz darauf von der SS gefasst und ermordet.

## Kenntnisse der Alliierten

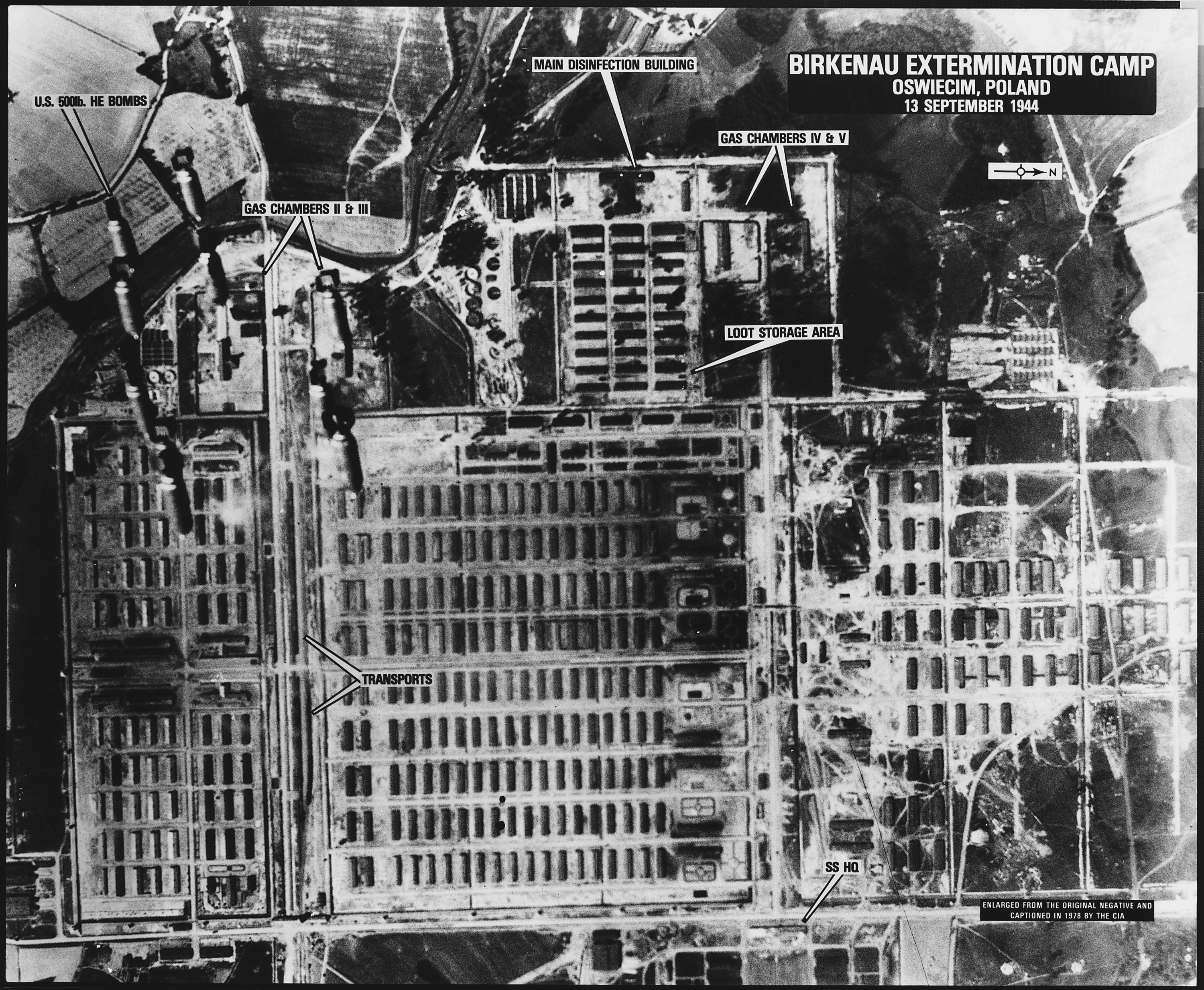
Birkenau Extermination Camp, amerikanisches Luftbild aufgenommen im September 1944, zu Beginn der Bombardierung (siehe oben links im Bild) der Buna-Werke

Witold Pilecki, der vom 19. September 1940 bis zum 27. April 1943 als einziger Mensch freiwillig in die Gefangenschaft des Lagers ging, schickte mehrere Berichte an die westlichen Alliierten. Die von ihm gegründete Vereinigung militärischer Organisationen (pln. Związek Organizacji Wojskowej, kurz ZOW) lieferte zunächst dem polnischen Untergrund Informationen über das Lager und die Verbrechen der dortigen SS-Totenkopfverbände. Ab Oktober 1940 schickte die ZOW Berichte nach Warschau, und ab März 1941 wurden Pileckis Berichte von der polnischen Widerstandsbewegung, die den westlichen Alliierten als wichtigste Informationsquelle über Auschwitz diente, an die britische Regierung geschickt.
Am 10. und 12. Oktober 1943 wurde ein vom polnischen Widerstand angefertigter Bericht vom amerikanischen Office of Strategic Services (OSS) in London empfangen. Die polnischen Informanten baten darum, die Fakten des Berichtes öffentlich zugänglich zu machen. In dem Bericht sind zahlreiche Details zu Deportationen, Selektion der Opfer, der Zahl der in Gaskammern Ermordeten, der Kapazität der Krematorien sowie Häftlingszahlen enthalten. Von den ins Lager deportierten rund 468.000 Juden seien noch zwei Prozent am Leben. Von 14.000 „Zigeunern“ seien 90 % vergast worden. Der Bericht enthält auch die Namen zahlreicher Täter wie Rudolf Höß, Heinrich Schwarz, Hans Aumeier, Maria Mandl, Maximilian Grabner, Wilhelm Boger. Das OSS entschied, den Bericht wegen seiner nicht prüfbaren Quellen als geheim einzustufen und nicht weiterzureichen.

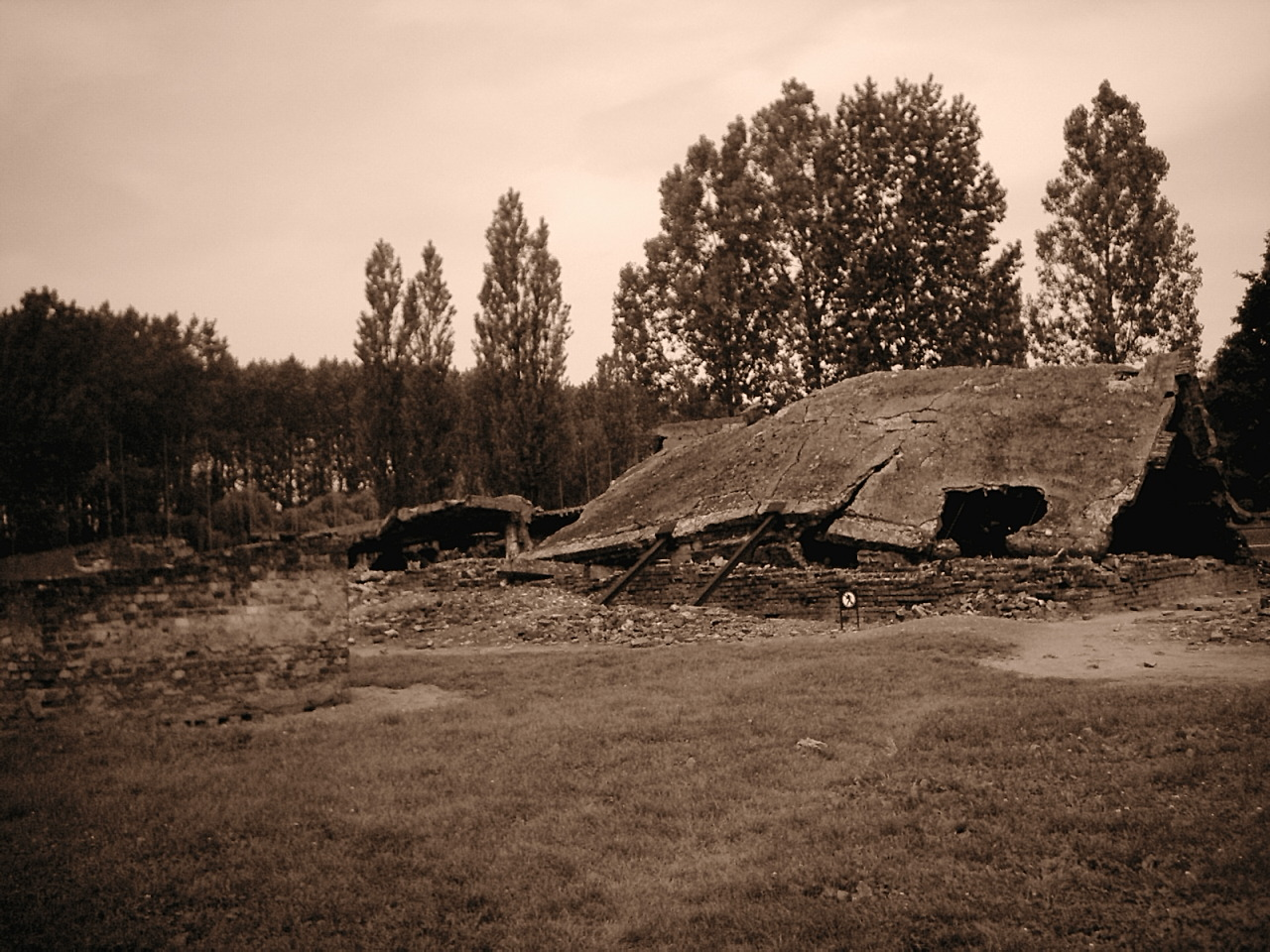
Überreste des gesprengten Krematoriums II (Sommer 2005)

Die Alliierten besaßen seit dem 31. Mai 1944, seitdem britische Flugzeuge von Apulien (Unteritalien) aus nach Südpolen fliegen konnten, Luftaufnahmen von Auschwitz. 2003 veröffentlichte die Royal Air Force erstmals Bilder von Aufklärungsflügen über Auschwitz, auf denen starker Rauch von den Verbrennungsgruben nördlich von Krematorium V zu sehen ist. Im Jahr 1944 machte ein Mitglied des Sonderkommandos geheime Aufnahmen dieser Verbrennungsgruben.
Im April 1944 flüchteten Rudolf Vrba und Alfréd Wetzler aus Auschwitz und schlugen sich in die Slowakei durch. Hier gaben sie einen Bericht von 30 Seiten über Auschwitz ab, der neben einem Lageplan, Tagesablauf u. a. eine detaillierte Schilderung der Abläufe beim Massenmord mit der Gaskammer enthielt. Es wurde auch auf wichtige Eisenbahnknotenpunkte für die Deportationen hingewiesen. Dieser Bericht erreichte im Mai 1944 Budapester Juden. Ein zweites Exemplar ging an Roswell McClelland, den Schweizer Repräsentanten des U.S. War Refugee Board, der feststellte, dass dieser Bericht sich mit früheren Berichten deckte.
Der englische und der amerikanische Gesandte in der Schweiz informierten im Frühsommer 1944 in einer detaillierten Darstellung ihre Regierungen über die beginnende Vernichtung der ungarischen Juden. Empfohlen wurde ein Luftschlag gegen den Bestimmungsort und die Bahnlinien sowie alle ungarischen und deutschen Dienststellen, die mit genau zutreffenden Straßen- und Häuserangaben (z. B. in Budapest) benannt wurden. Die Deutschen hatten von diesen Telegrammen Kenntnis, setzten die Deportationen aber dennoch fort. Die empfohlene Bombardierung wurde von amerikanischer und englischer Seite nicht durchgeführt.
Am 13. September 1944 flogen amerikanische Bomber einen Angriff auf die Buna-Werke und richteten beträchtlichen Schaden an. Weitere Luftangriffe in der Region fanden am 20. August sowie am 18. und 26. Dezember statt. Ein gezielter Angriff auf die Gaskammern oder Transportwege wurde nie durchgeführt. Die Frage, ob die alliierten Luftstreitkräfte auch das Lager oder die Schienen dorthin hätten bombardieren sollen, wird bis heute kontrovers diskutiert.

## Kenntnisse deutscher Zeitgenossen
Der katholische Pfarrer und Heimatforscher Albert Riesterer (1898–1996) war ab 1941 im KZ Dachau inhaftiert. Von Oktober 1943 bis zur Befreiung des Lagers im April 1945 amtierte er als Funktionshäftling im Kräutergarten. Riesterer war über die Vorgänge im KZ Auschwitz genauestens unterrichtet. In seinen Erinnerungen berichtet er:

„Vom Judentötungslager Auschwitz, wo unser früherer Lagerführer und Mörder Hoffmann sich austobt, hat man bei uns schon viel erzählen gehört. Johann Wujek, mein polnischer Priesterkamerad, weiß endlich authentische Nachricht, denn gestern kamen polnische Priester aus Auschwitz als Zugänge. Das Essen ist besser als hier. Die Priester erzählen: Jeden Tag kommt ein Zug mit etwa 800 Juden, besonders aus Südfrankreich, in Auschwitz an. Es sind ganze Familien, Männer, Frauen und Kinder. Früher hat man sie in Auschwitz wenigstens registriert, jetzt kommen sie ohne Papiere. Am Bahnhof steigen die Unglücklichen aus, und ein von der SS gekaufter Jude läßt eine Musikkapelle spielen zur Begrüßung. Dann hält er eine Rede: er sei Jude, ‚es geht uns hier gut. Ihr habt Glück. Eure Sachen bindet zusammen und schreibt den Namen daran. Jetzt geht ins Bad und seid guten Mutes‘! Sie fahren auf einem Rollwägelchen in die Gaskammer, dort einige Minuten Aufenthalt, und die Toten fahren in die Verbrennungsöfen daneben.“

## Bilder aus dem Lager vor der Befreiung

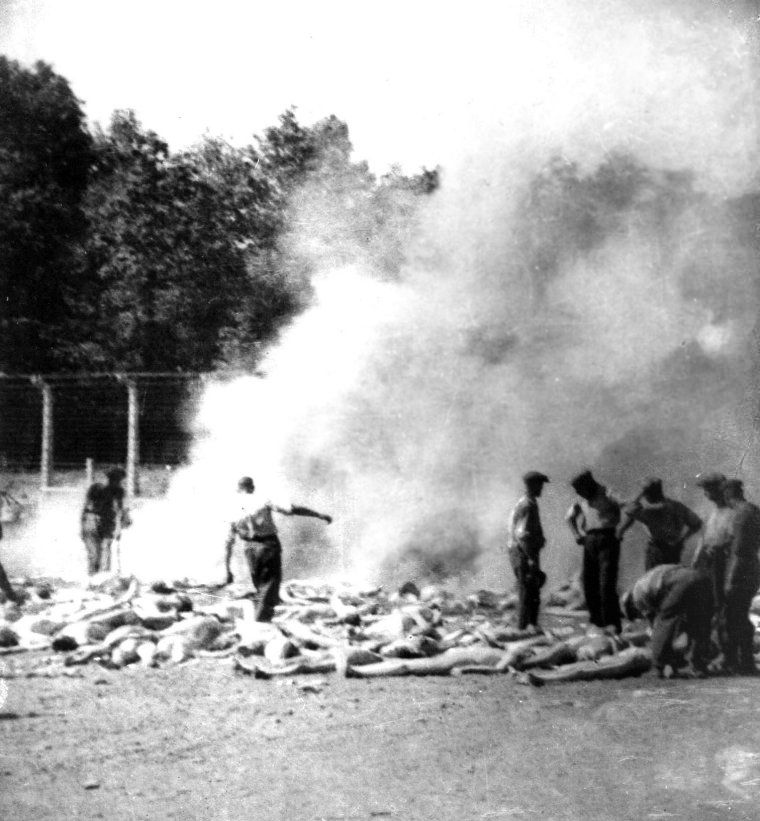
Leichen werden vom Sonderkommando verbrannt, fotografiert von Alberto Errera, August 1944

Als die bedeutendsten fotografischen Dokumente des Konzentrationslagers Auschwitz und des Holocaust generell gelten drei der vier Aufnahmen des griechischen Marineoffiziers Alberto Errera, die dieser im August 1944 heimlich aus dem Eingang zur Gaskammer des Krematoriums V fertigte. Unterstützt wurde Errera von den Häftlingen Jack Dragon, Shlomo Dragon und Alter Fajnzylberg sowie von David Szmulewski. Mit einer eingeschmuggelten Kamera gelang es Errera und seinen vier Mithäftlingen, die alle dem Sonderkommando angehörten, das Mordgeschehen zu dokumentieren: Zwei Fotos zeigen Häftlinge des Sonderkommandos bei der Verbrennung von Leichen, eines zeigt Frauen und Männer, die beim Krematorium V auf ihre Vergasung warten mussten. Das vierte Foto, ein Fehlschuss, zeigt lediglich Baumkronen beim Krematorium. Der belichtete Film brauchte durch verschiedene Hände Wochen, bis er vom polnischen Widerstand in Krakau im September entwickelt werden konnte, eine breite Öffentlichkeit erlangten sie aber erst nach dem Untergang des NS-Regimes. Der französische Philosoph Georges Didi-Huberman befasste sich 2003 in einem Buch mit der Wirkung dieser Bilder auf den Betrachter. Er nennt sie „Bilder trotz allem“ (frz. „Images malgré tout“, so auch der Titel seines Buches). Darin argumentiert er, das Beschneiden dieser Bilder mache sie scheinbar sicher, lösche den Akt des Widerstands aus und zerstöre die Phänomenologie dieser Bilder.
Auschwitz-Album werden zwei Fotoalben genannt, die Fotografien aus dem Konzentrationslager Auschwitz, also aus der Zeit vor seiner Befreiung am 27. Januar 1945, zeigen. Die Aufnahmen darin sind von SS-Angehörigen gemacht und gesammelt worden. Die Fotoalben sind auf verschiedenen Wegen überliefert worden.
Ein erstes Auschwitz-Album wurde 1945 von Lilly Jacob während ihrer Haft im Konzentrationslager Dora-Mittelbau entdeckt und 1980 der Jerusalemer Holocaust-Gedenkstätte Yad Vashem übergeben. Es zeigt die Abläufe im Inneren des Vernichtungslagers Ende Mai oder Anfang Juni 1944 (Ungarn-Aktion).
Ein zweites Auschwitz-Album erwarb im Dezember 2006 das United States Holocaust Memorial Museum von einem anonym gebliebenen ehemaligen Oberst der US-Army, der es 1946 gefunden hatte, mit 116 Aufnahmen, die der SS-Obersturmführer Höcker als führender Offizier der Wachmannschaft gemacht hatte. Der Großteil des Fotoalbums zeigt Angehörige des Lagerpersonals bei Schießübungen und bei Freizeitaktivitäten.
Als weitere Bildquellen seien die folgenden genannt:
- Die Dinah-Babbitt-Porträts (geboren 1923 in Brünn als Dinah Gottliebová, in den USA verstorben) sind Bilder einzelner Personen. Sie war eine tschechische Malerin und Bildhauerin, die im Januar 1942 zunächst in das Gestapo-Gefängnis Theresienstadt und von dort am 9. September 1943 nach Birkenau deportiert wurde. Am 22. Februar 1944 brachte man sie wegen einer von ihr für Kinder gefertigten Zeichnung zum SS-Lagerarzt Josef Mengele. Der verlangte von ihr, Porträts von bestimmten Opfern seiner Versuche zu zeichnen, darunter sechs zum Tod bestimmten Roma, um deren „Rassenmerkmale“ festzuhalten.
- A. Sieradzka publizierte 2011 für das Staatliche Museum in Oswiecim 32 Skizzen einer unbekannten Person vom Selektionsprozess an der Rampe bis zu den Gebäuden der Gaskammern in Birkenau. Möglicherweise sind die wiederkehrenden Buchstaben „M M“ die Initialen des Malers (The Sketchbook from Auschwitz). Das Buch basiert auf einem Flaschenpost-Fund von 1947 im Lagerbereich.[39]

## Abbruch des Lagers

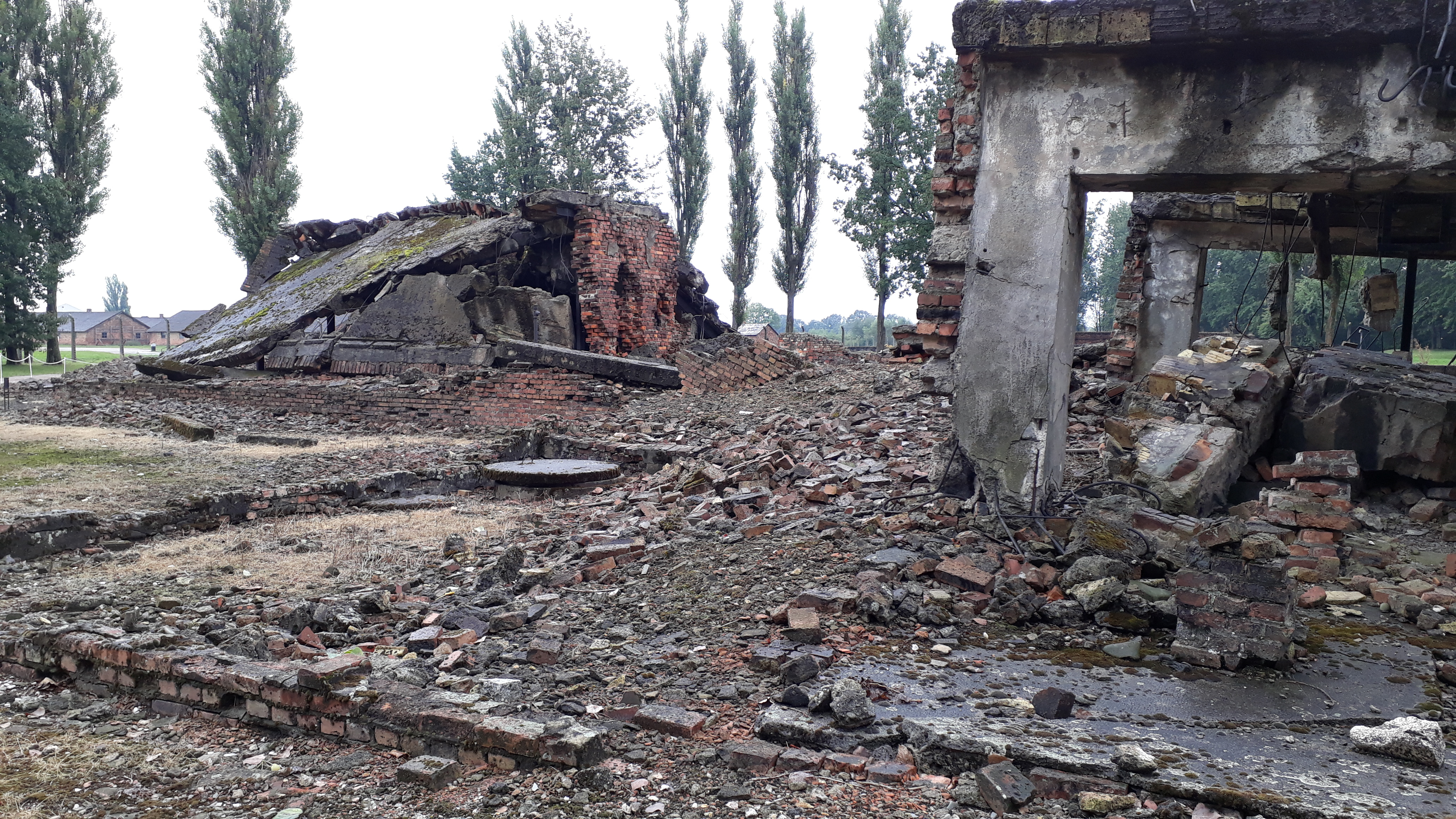
Das von der SS gesprengte Krematorium II

Einige Krematorien und Gaskammern des KZ Birkenau wurden schon ab November 1944 abgerissen. Die letzte Vergasung dort ist für den 1. November 1944 dokumentiert; wahrscheinlich wurde danach das Töten mit Zyklon B in den Gaskammern von Auschwitz eingestellt. Die Verbrennungsöfen wurden demontiert und sollten jüngsten Studien zufolge in dem noch als sicher geltenden KZ Mauthausen wieder aufgebaut werden. Das letzte Krematorium sprengten die Nationalsozialisten kurz vor der Befreiung des Lagers durch die anrückenden sowjetischen Truppen im Januar 1945.

## Todesmärsche und Befreiung
Zwischen dem 17. Januar 1945 und dem 23. Januar wurden etwa 60.000 Häftlinge evakuiert und in Todesmärschen nach Westen getrieben.

„Ende Jänner 1945 gingen wir von Auschwitz weg. Wieder begann ein Todesmarsch, der zahlreiche Opfer forderte, darunter auch sehr viele Frauen und junge Menschen. Nach 90 km Marsch wurden wir in offene Waggons verladen und nun ging es nach – Mauthausen.“

In den Lagern und Außenstellen blieben etwa 7500 Häftlinge zurück, die zu schwach oder zu krank zum Marschieren waren. Mehr als 300 wurden erschossen; man nimmt an, dass eine geplante Vernichtungsaktion nur durch das rasche Vorrücken der Roten Armee verhindert wurde.
Zuerst wurde das Hauptlager Monowitz am Vormittag des 27. Januar 1945 durch die sowjetischen Truppen (322. Infanteriedivision der 60. Armee der 1. Ukrainischen Front unter dem Oberbefehl von Generaloberst Pawel Alexejewitsch Kurotschkin) befreit. Von den dort zurückgelassenen Gefangenen – die Angaben reichen von 600 bis 850 Personen – starben trotz medizinischer Hilfe 200 in den Folgetagen an Entkräftung.
Das Stammlager und Auschwitz-Birkenau wurden – auch durch die Soldaten der 322. Division – schließlich am frühen Nachmittag des 27. Januar befreit. In Birkenau waren fast 5.800 entkräftete und kranke Häftlinge, darunter fast 4000 Frauen, unversorgt zurückgeblieben. In den desinfizierten Baracken wurden Feldlazarette eingerichtet, in denen die an Unterernährung und Infektionen leidenden und traumatisierten Häftlinge versorgt wurden.
Einige Tage später wurde die Weltöffentlichkeit über die Gräueltaten informiert. Die Ermittler fanden über eine Million Kleider, ca. 45.000 Paar Schuhe und sieben Tonnen Menschenhaar, die von den KZ-Wächtern zurückgelassen worden waren.

## Anzahl der Todesopfer

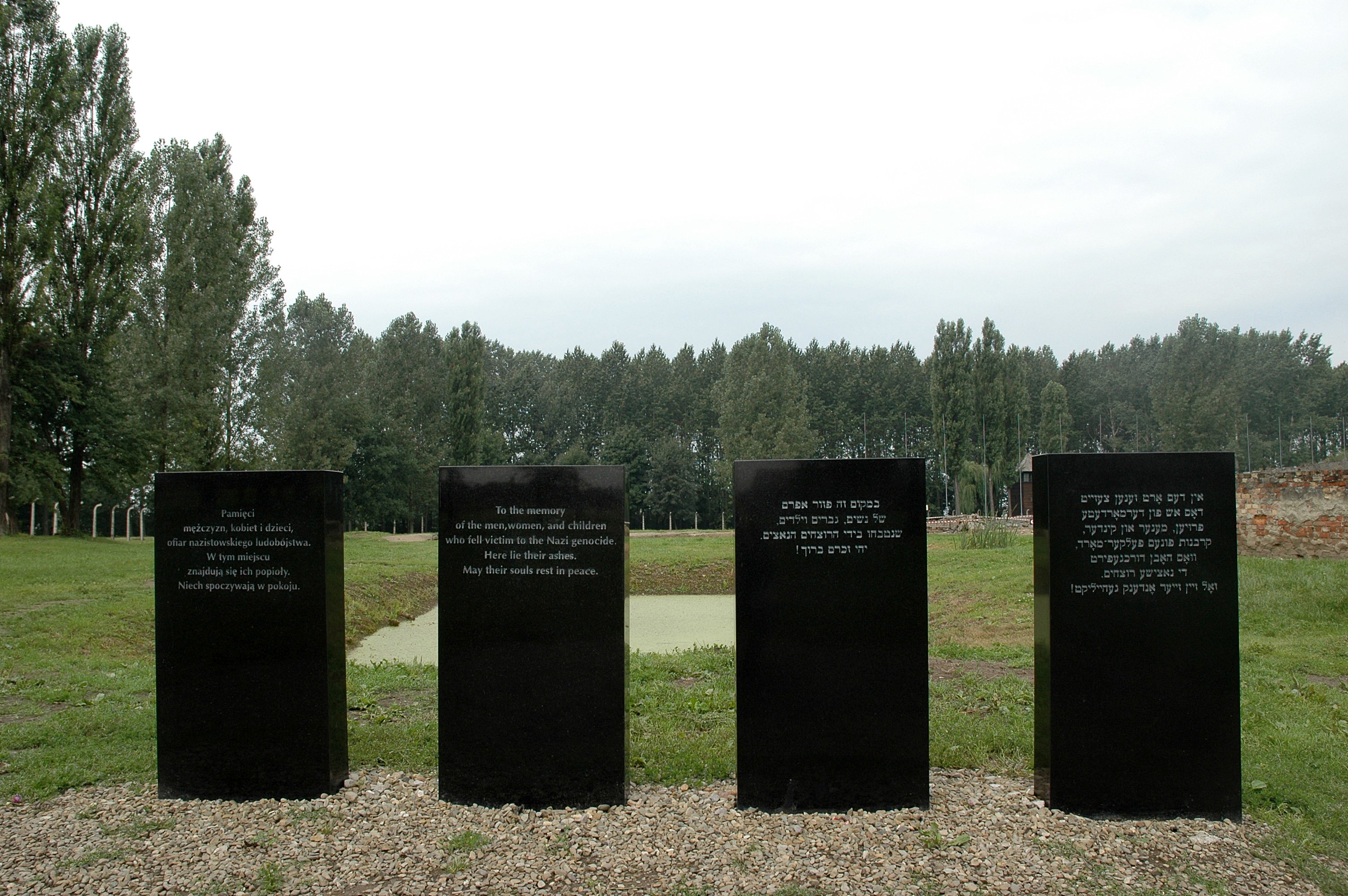
Gedenktafeln für die in Auschwitz-Birkenau Ermordeten. Übersetzung der Aufschriften in Polnisch, Englisch und Ivrit: „Zur Erinnerung an die Männer, Frauen und Kinder, die dem Völkermord der Nazis zum Opfer gefallen sind. Hier liegt ihre Asche. Mögen ihre Seelen in Frieden ruhen.“

In den Jahren 1940 bis 1945 wurden in die Konzentrationslager Auschwitz mindestens 1,1 Millionen Juden, 140.000 Polen, 20.000 Sinti und Roma sowie mehr als 10.000 sowjetische Kriegsgefangene deportiert. Knapp über 400.000 Häftlinge wurden registriert. Von den registrierten Häftlingen sind mehr als die Hälfte aufgrund der Arbeitsbedingungen, Hunger, Krankheiten, medizinischen Versuchen und Exekutionen gestorben.
Die nicht registrierten 900.000 nach Birkenau Deportierten wurden kurz nach der Ankunft ermordet.
Als Obergrenze der Todesopfer im Konzentrationslager- und Vernichtungslagerkomplex Auschwitz wird die Zahl von 1,5 Millionen Opfern angegeben.

### Bekannte Gefangene und Todesopfer
Der separate Artikel geht u. a. auf die Gruppe der ersten Auschwitz-Häftlinge, Funktionshäftlinge, Angehörige der Sonderkommandos ebenso ein wie auf Berufsgruppen wie Politiker oder Sportler.

## Täter
Die Größe des Komplexes wird auch durch die hohe Anzahl an Bewachern deutlich. Das Instytut Pamięci Narodowej (IPN), das staatliche polnische Institut für Nationales Gedenken, veröffentlichte 2017 eine Datenbank, die 9686 SS-Männer im KZ Auschwitz verzeichnet. Die Datenbank ist online recherchierbar, u. a. nach Namen. Häufige Versetzungen bewirkten eine hohe Personalfluktuation. Durchschnittlich waren 3000 bis 4000 SS-Angehörige im Lagerkomplex Auschwitz eingesetzt. Im Sommer 1944 gehörten ca. 4.500 Mann zur SS-Garnison Auschwitz.
Lagerkommandanten:
Wie alle nationalsozialistischen Konzentrationslager unterstanden auch die Lager in Auschwitz Heinrich Himmler und der SS-Inspektion der KL, wobei die europaweite Koordination des Massenmordes vor allem bei Adolf Eichmann lag. Die Verwaltung am Ort wurde vom Lagerkommandanten des KZ Auschwitz I (Stammlager) gesteuert. Eine etwas größere Selbständigkeit mit eigenen Lagerkommandanten hatte das KZ Auschwitz-Birkenau nur zwischen November 1943 und Ende 1944.
- Rudolf Höß (Mai 1940 bis November 1943; und erneut von Mai bis Juli 1944 zur „Ungarn-Aktion“ in Auschwitz als Standortältester; Höß wurde 1947 zum Tode verurteilt und hingerichtet)
- Friedrich Hartjenstein (November 1943 bis 15. Mai 1944; er wurde zum Tode verurteilt; er starb 1954 in Paris in Haft.)
- Josef Kramer (Mai 1944 bis Ende 1944; er wurde 1945 in Hameln hingerichtet.)
- Richard Baer (ab Mai 1944 im Stammlager, ab Ende 1944 bis Januar 1945 auch für Birkenau; verstarb 1963 in Frankfurt vor Prozessbeginn in Untersuchungshaft.)

Weitere Einzelheiten zu Tätern:
- Josef Mengele führte vorgeblich „medizinische Forschungen“ an Kleinwüchsigen und Zwillingen durch. Für Vergleichsanalysen der inneren Organe wurden Zwillingspaare durch Phenolspritzen getötet.
- Hans Münch arbeitete ab 1943 im Lager. Er wurde als einziger der 40 Angeklagten vom Polnischen Nationalgericht in Krakau freigesprochen.
- Carl Clauberg führte Sterilisationsexperimente an weiblichen Lagerinsassen durch.
- Der Münsteraner Anatom und Chirurg Johann Paul Kremer war während der verlängerten Semesterferien 1942 als stellvertretender Lagerarzt tätig. Er führte Menschenversuche durch und ließ seine Opfer anschließend töten, um sie zu sezieren. Wenn sie bereits auf dem Seziertisch lagen, fragte er sie noch kurz vor ihrer Ermordung nach Besonderheiten, wie z. B. Krankheiten, aus.
- Die Inhaber der Firmen Deutsche Gesellschaft für Schädlingsbekämpfung (Degesch) und Tesch & Stabenow wurden angeklagt, das Insektizid Zyklon B wissentlich zur Massenvergasung von Häftlingen geliefert zu haben.
- Neben den SS-Männern taten auch rund 200 Aufseherinnen des SS-Gefolges in Auschwitz I, Auschwitz-Birkenau und Auschwitz III Monowitz Dienst, darunter Maria Mandl, Johanna Langefeld, Johanna Bormann, Margot Drechsel, Irma Grese, Hildegard Lächert, Elisabeth Volkenrath und Emma Zimmer.

Versuche der rechtlichen Aufarbeitung nach 1945:
Nur 800 der etwa insgesamt 8000 in Auschwitz als Wachpersonal etc. eingesetzten SS-Angehörigen wurden vor Gerichten angeklagt, 40 davon vor deutschen Gerichten.
Eine rechtliche Aufarbeitung erfolgte zunächst in den 13 Nürnberger Prozessen vor dem Internationalen bzw. US-Militärgerichtshof von November 1945 bis 1948 sowie dem polnischen Krakauer Auschwitzprozess von 1947. Eine juristische Aufarbeitung fand in Deutschland erst in den 1960er Jahren statt. Es kam zu sechs Frankfurter Auschwitzprozessen zwischen 1963/1965 mit dem ersten und 1965/1966 dem zweiten Auschwitzprozess sowie weiteren vier Nachfolgeprozessen in den 1970er Jahren. Adolf Eichmann, Irma Grese, Friedrich Hartjenstein, Franz Hößler, Josef Kramer, Otto Moll, Heinrich Schwarz, Johann Schwarzhuber und viele weitere wurden an anderen Orten verurteilt. In Österreich kam es zu einer Vielzahl von Verfahren.

## Einrichtung des Museums, Gedenken

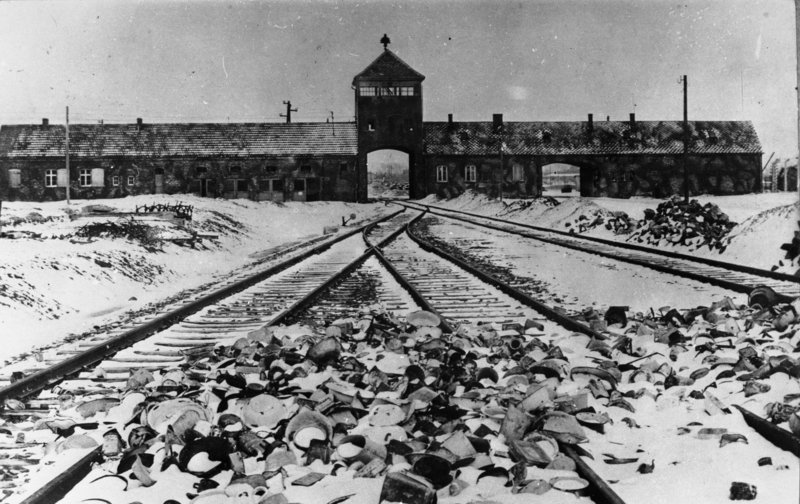
Foto vom Torhaus Auschwitz-Birkenau, Ansicht von innen, kurz nach der Befreiung durch die Rote Armee, Fotograf Stanisław Mucha

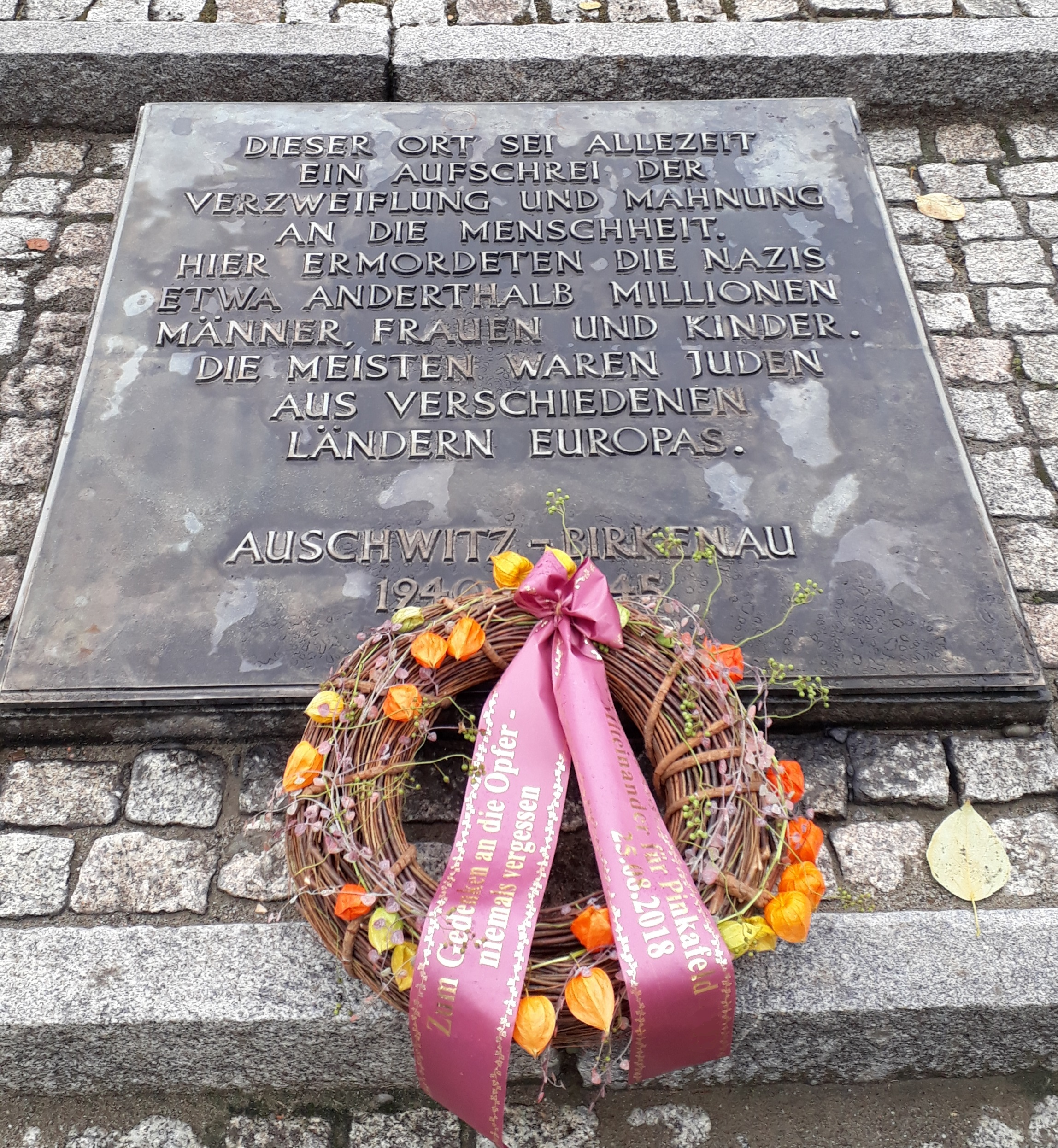
Gedenktafel für die Opfer des Vernichtungslagers, August 2018

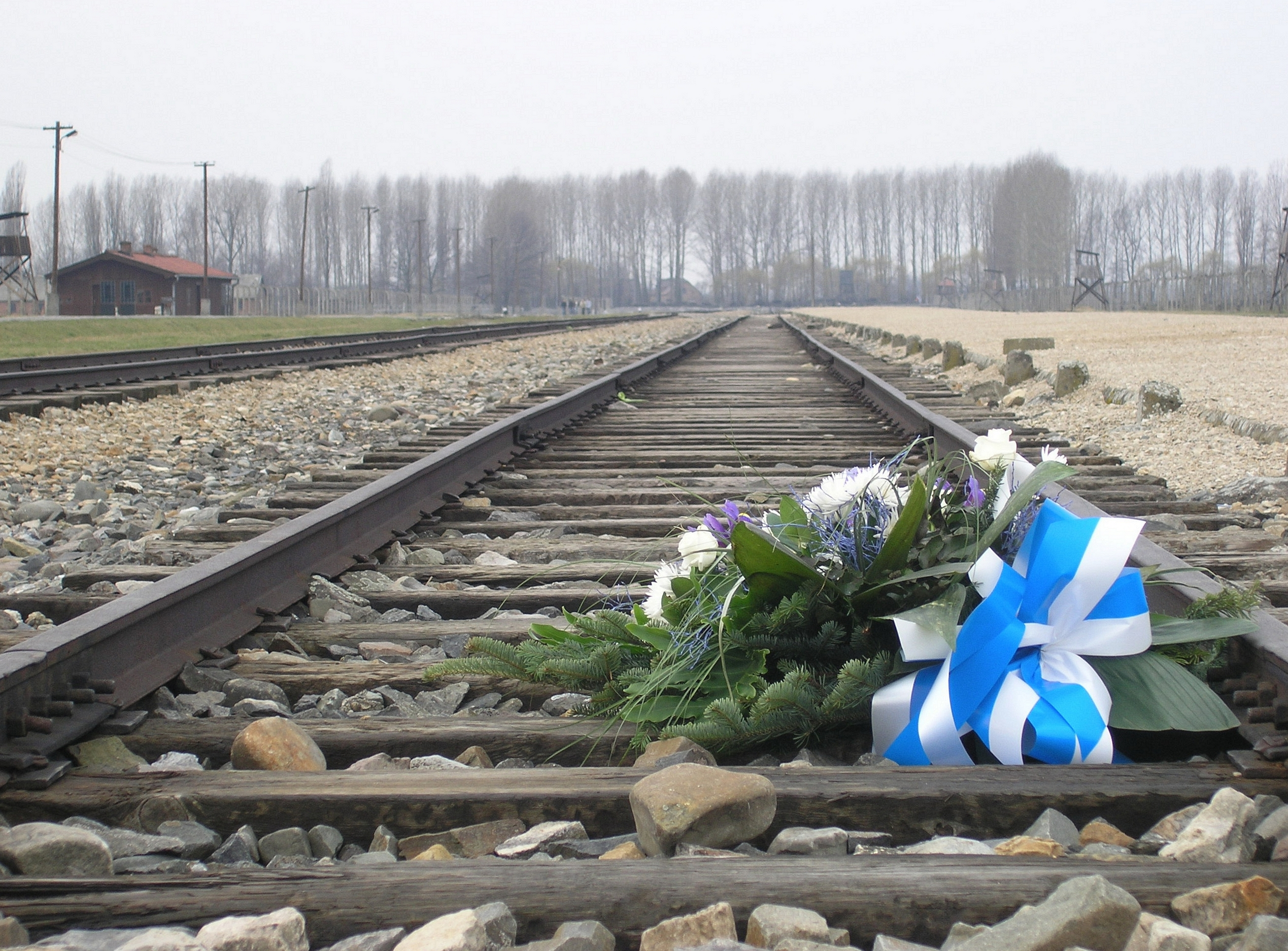
Blumen zum Gedenken auf den Bahngleisen der Entladerampe im KZ Auschwitz-Birkenau, März 2007

Nach dem Krieg wurden die Buna-Werke vom polnischen Staat übernommen und bildeten den Beginn der Chemieindustrie in der Region. Die Gebäude der Konzentrationslager verfielen langsam. 1947 entschied das polnische Parlament, die Auschwitz-Konzentrationslager in eine Gedenkstätte mit Museum umzuwandeln. Das KZ Auschwitz gehört seit 1979 zum UNESCO-Welterbe und führte dort zunächst den Namen „Konzentrationslager Auschwitz“. Um eine Identifikation des Lagers mit seiner Lage in Polen auszuschließen, beschloss das Welterbekomitee 2007, die offizielle Bezeichnung in Auschwitz-Birkenau – deutsches nationalsozialistisches Konzentrations- und Vernichtungslager (1940–1945) abzuändern. Gleichzeitig wurde ein Text zur besonderen Bedeutung des Lagers verabschiedet.
- Siehe dazu den Hauptartikel: Staatliches Museum Auschwitz-Birkenau (auf Polnisch: Państwowe Muzeum Auschwitz-Birkenau)

Das Internationale Auschwitzkomitee wurde 1952 von Überlebenden des Konzentrations- und Vernichtungslagers gegründet. Es dient einerseits als Interessenvertretung seiner Mitglieder, dann aber auch zur Koordinierung der Tätigkeiten nationaler Auschwitz-Komitees (z. B. Frankreich, Polen, DDR), bzw. Häftlingsvereinigungen und es fördert das Gedenken an die Deportationen und die Shoah/den Holocaust.
Der Text am Denkmal im Vernichtungslager Birkenau, das 1967 auf Initiative des Internationalen Auschwitz Komitees errichtet wurde, lautet:
Dieser Ort sei allezeit ein Aufschrei der Verzweiflung und
Mahnung an die Menschheit.
Hier ermordeten die Nazis über anderthalb Millionen Männer, Frauen und Kinder.
Die meisten waren Juden aus verschiedenen Ländern Europas.
Seit 1988 findet einmal jährlich der Marsch der Lebenden zur Erinnerung an den Holocaust statt.
Am 1. September 1992 hat der erste österreichische Gedenkdiener seinen Dienst im Staatlichen Museum Auschwitz-Birkenau und dem Jüdischen Zentrum in Oświęcim/Auschwitz angetreten.
An die Personengruppe der Jugendlichen, besonders aus Polen und Deutschland, wendet sich das didaktische Angebot der Internationalen Jugendbegegnungsstätte in Oświęcim/Auschwitz, denn laut einer Umfrage vom Januar 2012 können ein Fünftel der 19- bis 29-jährigen Deutschen den Begriff „Auschwitz“ nicht zuordnen.
Der 27. Januar, der Tag der Befreiung des KZ Auschwitz, ist seit 1996 in Deutschland offizieller Gedenktag für die Opfer des Nationalsozialismus. Er wird laut einer UNO-Resolution seit 2005 auch als Internationaler Tag des Gedenkens an die Opfer des Holocaust weltweit begangen.

### 60. Jahrestag 2005
Die größte europäische Shoa-Gedenkstätte in Paris wurde zum Gedenktag 2005 eingeweiht. Der französische Präsident Chirac betonte, es müsse mit der ganzen Härte des Gesetzes gegen die Leugnung des Holocaust vorgegangen werden.
Am 60. Jahrestag der Befreiung wurde in zahlreichen Veranstaltungen der Opfer der industriellen Massenvernichtung gedacht.
- Der deutsche Bundeskanzler Gerhard Schröder rief auf der Gedenkveranstaltung des Internationalen Auschwitz Komitees in Berlin dazu auf, der widerlichen Hetze der Neonazis und den immer neuen Versuchen, Nazi-Verbrechen zu verharmlosen entschieden entgegenzutreten.
- Die Deutsche Bischofskonferenz gab eine Stellungnahme heraus, dass Auschwitz auch möglich geworden sei, weil zu wenige Deutsche den Mut zu Widerstand gehabt hätten. Auch die katholische Kirche müsse sich nach ihrer Mitverantwortung für den Holocaust fragen lassen.[49] Der polnische Papst Johannes Paul II. erklärte in einer Botschaft zum 60. Jahrestag der Befreiung, dass es niemandem erlaubt sei, an der Tragödie der Schoah vorbeizugehen. „Dieser Versuch, ein ganzes Volk planmäßig zu vernichten, liegt wie ein Schatten über Europa und der ganzen Welt; es ist ein Verbrechen, das für immer die Geschichte der Menschheit befleckt.“[50] Am 28. Mai 2006 besuchte Papst Benedikt XVI. im Rahmen seiner Apostolischen Reise nach Polen das Lager.[51] In seiner Ansprache sagte er, dass die Machthaber des dritten Reiches hier an dieser Stelle nicht nur das jüdische Volk als Ganzes ausrotten wollten, sondern in letzter Konsequenz auch den Gott der Juden und Christen.
- Bei einer Gedenkfeier im Sächsischen Landtag zog die rechtsextreme NPD demonstrativ aus dem Parlamentssaal aus.
- Ingo Stawitz, der NPD-Kandidat für den Kieler Landtag (Wahl Februar 2005) erklärte, dass man am 8. Mai nur der deutschen Kriegsopfer gedenken werde.
- Der Europarat gedachte in Straßburg der Opfer. Der Präsident der Parlamentarischen Versammlung, René van der Linden, rief dazu auf in Europa weiter für Menschlichkeit und Demokratie zu kämpfen, dies sei man jedem einzelnen Holocaust-Opfer schuldig.
- Der französische Opferverband Fils et Filles des Déportés Juifs de France FFDJF zeigte in Zusammenarbeit mit der französischen Bahn SNCF eine Ausstellung über die Deportation von 11.000 jüdischen Kindern in das Vernichtungslager über das Streckennetz der Reichsbahn. Die Deutsche Bahn lehnte mit Hinweis auf die personellen und finanziellen Ressourcen ab, die Ausstellung in den deutschen Bahnhöfen Saarbrücken, Kaiserslautern, Mannheim, Frankfurt am Main, Fulda, Erfurt, Görlitz zu zeigen.
- Am 24. Januar 2005 sprachen auf der Sondersitzung der UN-Generalversammlung die Holocaust-Überlebenden Elie Wiesel und Bronisław Geremek wie auch der Außenminister der Bundesrepublik Deutschland Joschka Fischer.
- Am 1. November 2005 erklärte die Generalversammlung der Vereinten Nationen den 27. Januar in einer Resolution offiziell zum Internationalen Tag des Gedenkens an die Opfer des Holocaust.

### 70. Jahrestag 2015
Die zentrale Kundgebung anlässlich des Jahrestages 70 Jahre Befreiung des KZ Auschwitz fand im KZ selbst in Anwesenheit von 300 Überlebenden statt. Obwohl Staats- und Regierungschefs, sowie Regierungsmitgliedern aus 40 Ländern anwesend waren, wurden die drei zentralen Reden von ehemaligen Auschwitz-Häftlingen gehalten. Als einziger Politiker sprach der polnische Staatspräsident Bronisław Komorowski ein kurzes Grußwort.
- In New York wurde die Gedenkrede beim International Holocaust Remembrance Day der UN-Generalversammlung von Avner Shalev, dem Vorsitzenden der Gedenkstätte Yad Vashem, gehalten. Anwesend waren Überlebende, Befreier, UN-Generalsekretär Ban Ki-moon und Israels Präsident Reuven Rivlin. Die Gedenkstunde konnte via Live-Stream weltweit mitverfolgt werden.[52] Bereits am 22. Januar hatte sich die Generalversammlung – auf Verlangen von 37 Mitgliedsnationen – in einer Sondersitzung mit dem globalen Antisemitismus befasst.[53] Außerdem wurden im Hauptquartier der Vereinten Nationen zwei Ausstellungen eröffnet: Shoah – How Was It Humanly Possible? und Forbidden Art, eine Schau von 20 in KZW entstandenen Kunstwerken.
- Anlässlich der offiziellen UNESCO-Gedenkfeier in Paris spielte das Jerusalem Symphony Orchestra Schostakowitschs 13. Sinfonie Babi Yar.
- „Zu viele Menschen haben den Hass größer werden lassen, ihre Augen verschlossen und sind stumm geblieben. Wir dürfen nicht zulassen, dass so etwas wieder passiert“, sagte Martin Schulz, der Präsident des Europäischen Parlamentes, bei der zentralen EU-Gedenkveranstaltung zum Internationalen Tag des Gedenkens an die Opfer des Holocaust in Prag mit den Staats- und Regierungschefs.
- Bei einer Zeremonie im Europäischen Parlament in Brüssel gedachten EU-Abgeordnete und Mitglieder der belgischen jüdischen Gemeinschaft den Opfern des Nationalsozialismus mit einer Schweigeminute.
- Bei einer Gedenkstunde in Berlin mahnte die deutsche Bundeskanzlerin Angela Merkel, nicht zu vergessen und schlug zugleich einen Bogen zur Gegenwart. Sie sah in ihrer Rede eine „immerwährende Verantwortung“ der Deutschen, die Erinnerung an die Gräueltaten der Nationalsozialisten wachzuhalten: „Auschwitz fordert uns täglich heraus, unser Miteinander nach Maßstäben der Menschlichkeit zu gestalten.“ Deutschland sei es den vielen Millionen Opfern schuldig, nicht zu vergessen.[54]
- Bei der Gedenkstunde des Deutschen Bundestages warnte der deutsche Bundespräsident Joachim Gauck die Menschen in Deutschland vor einem Schlussstrich unter dem Holocaust: „Es gibt keine deutsche Identität ohne Auschwitz.“
- Die Jugendbegegnung des Deutschen Bundestages von 80 Jugendlichen aus Deutschland und seinen Nachbarländern, vor allem Polen und Frankreich, reiste nach Auschwitz, besuchte Gedenk-Ausstellungen in Krakau, trafen die Auschwitz-Überlebenden Marian Turski und Zofia Posmysz, sowie Bundespräsident Joachim Gauck, dessen Rede sie im Deutschen Bundestag mitverfolgten. Abschließend begleiteten sie den Bundespräsidenten zur Eröffnung zweier Ausstellungen im Berliner Paul-Löbe-Haus: Der Tod hat nicht das letzte Wort – Niemand zeugt für den Zeugen und Zeichnen gegen das Vergessen. Beide Ausstellungen waren bis 27. Februar 2015 zu sehen.
- Am Wiener Heldenplatz versammelten sich mehr als tausend Menschen im Gedenken an die Opfer und des Jahrestages der Befreiung. Die Kundgebung wurde von Jetzt Zeichen setzen!, einem breiten Bündnis der österreichischen Zivilgesellschaft, veranstaltet. Es sprachen unter anderem die Widerstandskämpferin Irma Schwager und der Wiener Bürgermeister Michael Häupl.

Eine eigens erstellte Weltkarte zeigt die zahlreichen Gedenkfeiern weltweit. Gedenkveranstaltungen wurden auf allen Kontinenten abgehalten.

### 75. Jahrestag 2020
Im Zentrum der Zeremonie in der KZ-Gedenkstätte standen die Reden von vier Auschwitz-Überlebenden. Auf Reden von Politikern haben die Organisatoren bewusst verzichtet, nur Polens Präsident Andrzej Duda ergriff in einer Begrüßungsrede das Wort. Die Gedenkveranstaltung fand in einem riesigen Zelt statt, das über den ins KZ Auschwitz führenden Bahngleisen errichtet worden war und die Eingangsfassade mit dem Eingangstor zum KZ einbezog. Der Präsident des Jüdischen Weltkongresses, Ronald Lauder, klagte in seiner Ansprache die internationale Gemeinschaft an: „Zu viele Menschen in zu vielen Ländern haben Auschwitz möglich gemacht“. Nicht nur die Reichspogromnacht vom 9. auf den 10. November 1938 habe Auschwitz ermöglicht, sondern der weltweite Antisemitismus. Heute höre man wieder dieselben Lügen, die die Nationalsozialisten für ihre antijüdische Propaganda eingesetzt hätten. An der Gedenkveranstaltung nahmen Delegationen aus etwa 50 Staaten, darunter etwa 25 Staats- und Regierungschefs teil sowie etwa 200 Überlebende des KZ Auschwitz. Bundespräsident Frank-Walter Steinmeier nahm daran ebenso teil, wie der israelische Staatspräsident Reuven Rivlin und der ungarische Präsident Viktor Orbán. Die Zeremonie endete mit dem Aufstellen von Grablichtern am Mahnmal. Der russische Präsident Wladimir Putin wurde nicht eingeladen.

## Welterbe
Das KZ Auschwitz-Birkenau wurde 1979 von der UNESCO mit dem später präziser gefassten Namen Auschwitz-Birkenau – deutsches nationalsozialistisches Konzentrations- und Vernichtungslager (1940–1945) unter der Nr. 31 zum Teil des Weltkulturerbes erklärt. Das Kriterium dafür wurde so formuliert:
Criterion (vi): „Auschwitz Birkenau, monument to the deliberate genocide of the Jews by the German Nazi regime and to the deaths of countless others, bears irrefutable evidence to one of the greatest crimes ever perpetrated against humanity. It is also a monument to the strength of the human spirit which in appalling conditions of adversity resisted the efforts of the German Nazi regime to suppress freedom and free thought and to wipe out whole races. The site is a key place of memory for the whole of humankind for the Holocaust, racist policies and barbarism; it is a place of our collective memory of this dark chapter in the history of humanity, of transmission to younger generations and a sign of warning of the many threats and tragic consequences of extreme ideologies and denial of human dignity.“
(Auschwitz-Birkenau, das Denkmal für den absichtlichen Völkermord an den Juden durch das deutsche Nazi-Regime und das Mahnmal für den Tod zahlloser anderer Menschen, zeigt die unwiderlegbaren Beweise für eines der größten Verbrechen, das jemals gegen die Menschheit begangen wurde. Es ist auch ein Denkmal für die Stärke des menschlichen Geistes, der Widerstand leistete gegenüber den Anstrengungen des Nazi-Regimes, die Freiheit und das freie Denken zu unterdrücken und ganze Rassen auszurotten. Die Stätte ist ein herausragender Gedächtnisort für die gesamte Menschheit in Bezug auf den Holocaust, auf Rassenpolitik und Barbarei. Es ist ein Ort der kollektiven Erinnerung an dieses dunkle Kapitel in der Menschheitsgeschichte, ein Ort der Unterrichtung der nachfolgenden Generationen und ein Warnsignal für die vielfältigen Bedrohungen und tragischen Folgen extremistischer Ideologien und der Verleugnung der Menschenwürde.)

## Rezeption

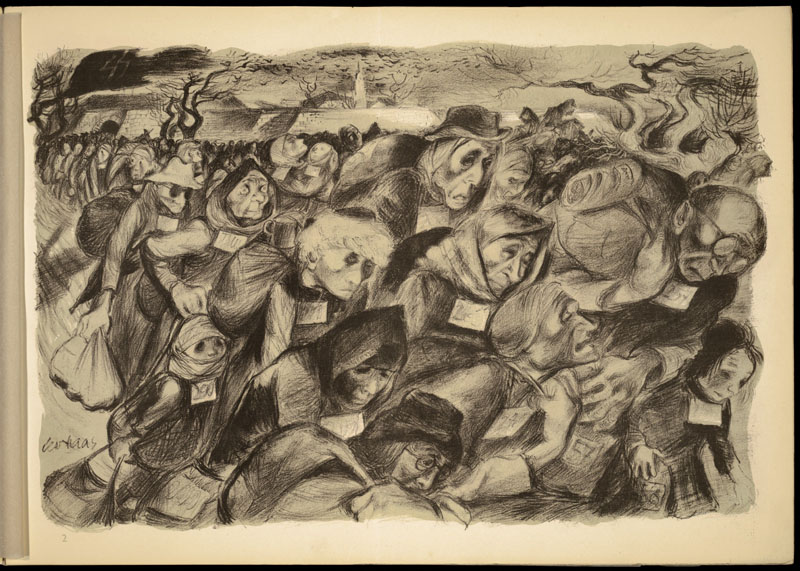
Lithographie von Leo Haas (1901-1983), Holocaust-Künstler, der Theresienstadt und Auschwitz überlebte

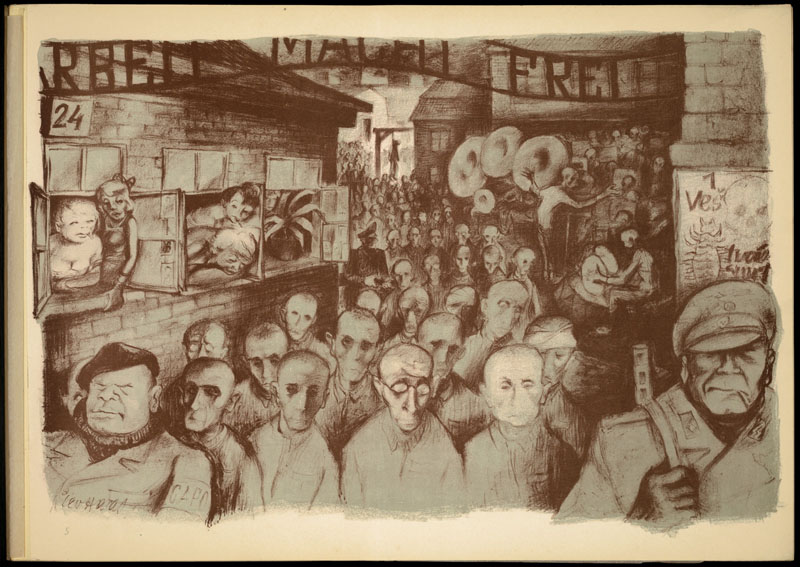
Lithographie von Leo Haas

Der Komponist Günter Kochan komponierte 1965 die Kantate Die Asche von Birkenau für Alt-Solo und Orchester (Text: Stephan Hermlin), die 1966 von Annelies Burmeister und dem Berliner Sinfonie-Orchester unter Kurt Masur uraufgeführt wurde.
In der Reihe Internationale Mahn- und Gedenkstätten erschien 1982 eine Sonderbriefmarke.
Gerhard Richters vierteiliger Zyklus Birkenau, der die Fotos Alberto Erreras rezipiert, ist seit 2017 in der Eingangshalle des Reichstagsgebäudes in Berlin installiert.
Nach den Bundeskanzlern Helmut Schmidt im Jahr 1977 und Helmut Kohl in den Jahren 1989 und 1995 war Angela Merkel die dritte deutsche Regierungschefin, die das frühere Konzentrationslager Auschwitz besuchte. Im Dezember 2019 hielt sie dort eine Ansprache zur Notwendigkeit, die Erinnerung an die Verbrechen Deutscher an diesem Ort zu bewahren. Um Auschwitz und Auschwitz-Birkenau als Orte des Gedenkens zu erhalten, sicherte Merkel der Stiftung Auschwitz-Birkenau zusätzlich 60 Millionen Euro der Bundesländer und des Bundes zu.

## Filme
- Die Grauzone, 2001, Regie: Tim Blake Nelson
- Die letzte Etappe, 1948, Regie: Wanda Jakubowska
- Aus einem deutschen Leben, 1977, Regie: Theodor Kotulla (über Rudolf Höß)
- Birkenau und Rosenfeld, 2002, Regie: Marceline Loridan-Ivens (Spielfilm)
- Nacht und Nebel, 1955, Regie: Alain Resnais
- Schindlers Liste, 1993, Regie: Steven Spielberg
- Mut zum Leben – Die Botschaft der Überlebenden von Auschwitz, 2013, Autoren: Christa Spannbauer und Thomas Gonschior[65]
- siehe auch die Kategorie der Holocaust-Filme

### Dokumentarfilme
- Auschwitz – Das Projekt. (Frankreich, 2017, 57 Min, Regie E. Weiss, deutsche und frz. Fassungen) – ein Überblick über den räumlichen Ausbau der KZ-Auschwitz-Bauten von 1940 bis 1945 (Musterstadt und das Netz von Konzentrationslagern und Zwangsarbeits-Stätten in Industrie und Landwirtschaft) in der besetzten Region westlich von Krakau mittels Luftbildaufnahmen in der Gegenwart.
- Der Konvoi, 2009, Regie: André Bossuroy. Zwei Erasmus-Austauschstudenten folgen den Spuren von Etty Hillesum, einer 27-jährigen Jüdin, die 1943 aus den Niederlanden ins Konzentrationslager Auschwitz deportiert wurde.
- Lagerstraße Auschwitz. 1979, Regie: Ebbo Demant (60 Min, Dokumentation von Täter-Interviews. Preis des Chicago International Film Festival, Filmsammlung des Museum of Modern Art New York und des Jewish Museum New York, Internationale Filmfestspiele Berlin u. a.).
- Shoah. zweiteiliger Dokumentarfilm von Claude Lanzmann (Regie), Frankreich 1985, Deutsche Synchronfassung.
- Das Geheimnis der Auschwitz-Alben. Fotos aus der Hölle. Dokumentarfilm von Winfried Laasch (Regie), ZDF 2016.
- Ein Tag in Auschwitz. TV-Dokumentation von Winfried Laasch und Friedrich Scherer, Deutschland 2020 für ZDF (Ablauf, Gebäude, Zeitzeugen).
- Auschwitz. Die Täter, die Opfer, die Hintergründe. (Originaltitel: Auschwitz: The Nazis and the ’Final Solution‘.) 6-teilige Dokumentarfilmreihe von Laurence Rees (Buch / Regie), Großbritannien 2005, 285 min., Interviews mit Insassen (u. a. Eva Mozes Kor, Helena Citrónová).
- Auschwitz - Überleben in der Hölle: Terror (1/3).; Auschwitz - Überleben in der Hölle: Todesfabrik (2/3).; Auschwitz - Überleben in der Hölle: Befreiung (3/3). 3-Teilige TV-Dokumentation von Katarina Schickling, Deutschland 2025 für ZDFinfo.